# Balsa-drone da SpaceX
Balsa-drone da SpaceX, (em inglês:  Autonomous spaceport drone ship) (ASDS), é uma embarcação oceânica derivada de uma balsa de convés, com uma grande plataforma de pouso e é controlada de forma autônoma quando programada para um pouso. A construção de tais embarcações foi encomendada pela empresa aeroespacial SpaceX para permitir a recuperação dos primeiros estágios dos veículos de lançamentos no mar para missões que não transportam combustível suficiente para retornar ao local de lançamento após lançar uma espaçonave em uma trajetória orbital ou interplanetária.
A SpaceX tem três balsas-drones operacionais, Just Read the Instructions (II) (JRTI) e A Shortfall of Gravitas (ASOG), operando no Oceano Atlântico para lançamentos do Centro Espacial John F. Kennedy e da Estação da Força Espacial de Cabo Canaveral, e Of Course I Still Love You, (OCISLY), operando no Oceano Pacífico para apoiar missões da Base da Força Espacial de Vandenberg. JRTI operou no Oceano Pacífico para o lançamento da Base da Força Aérea de Vandenberg de 2016 a 2019 antes de deixar o Porto de Los Angeles em agosto de 2019.
Os ASDS são um componente operacional inicial importante no objetivo da SpaceX de reduzir significativamente o preço dos serviços de lançamento espacial por meio de "reutilização total e rápida", e foram desenvolvidos como parte do programa de desenvolvimento de foguetes reutilizáveis que a SpaceX se comprometeu a projetar a tecnologia. Quaisquer lançamentos do Falcon indo para a órbita geoestacionária ou excedendo a velocidade de escape requerem pouso no mar, isso abrangeu cerca de metade das missões SpaceX em 2016.

## História
Em 2009, o CEO da SpaceX, Elon Musk, articulou as ambições de "criar uma mudança de paradigma na abordagem tradicional de reutilização de hardware de foguete". Em outubro de 2014, a SpaceX anunciou publicamente que havia contratado um estaleiro na Luisiana para construir uma plataforma de pouso flutuante para veículos de lançamento orbitais reutilizáveis. As primeiras informações indicaram que a plataforma carregaria uma plataforma de pouso de aproximadamente 90 m × 50 m e seria capaz de um posicionamento preciso para que a plataforma pudesse manter sua posição para o pouso do veículo de lançamento. Em 22 de novembro de 2014, Musk divulgou uma fotografia da balsa-drone, juntamente com detalhes adicionais de sua construção e tamanho.
Em dezembro de 2014, a primeira balsa-drone foi baseada a partir de uma balsa Marmac 300 do McDonough Marine Service, estava baseado em Jacksonville, Flórida, na ponta norte do Terminal de cruzeiros JAXPORT, onde a SpaceX construiu um suporte para proteger o estande durante as operações pós-pouso do Falcon. O estande consistia em quatro estruturas de pedestal de 6.800 kg, 270 cm de altura e 244.5 cm de largura aparafusadas a uma base de concreto. Um guindaste móvel ergue o estágio do foguete e colocou-o no estrado. Tarefas como remover ou dobrar o trem de pouso antes de colocar o estágio do foguete em uma posição horizontal para transporte por caminhão ocorreram lá.
O local de pouso do ASDS para o primeiro teste de pouso foi no Atlântico, aproximadamente 320 km a nordeste do local de lançamento em Cabo Canaveral, Flórida e 266 km a sudeste de Charleston, Carolina do Sul.

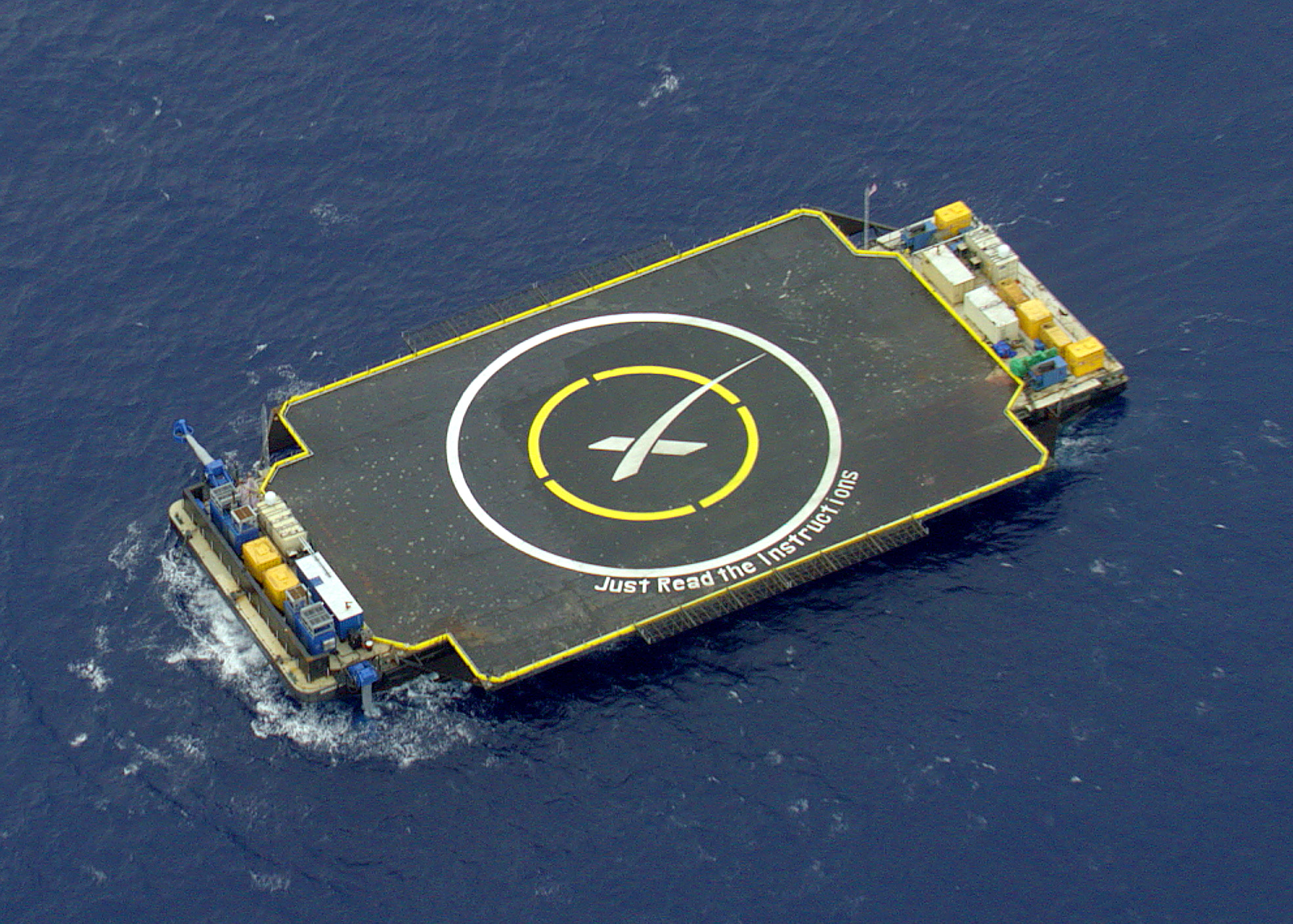
A Just Read the Instructions da SpaceX, baseado na balsa do convés Marmac 300, está em posição para um teste de pouso no lançamento 17 do Falcon 9 em abril de 2015

Em 23 de janeiro de 2015, durante os reparos na balsa após o primeiro teste malsucedido, Elon Musk anunciou que o nome da balsa seria Just Read the Instructions, com uma balsa irmã planejada para lançamentos na Costa Oeste com o nome de Of Course I Still Love You (OCISLY). Em 29 de janeiro de 2015, a SpaceX divulgou uma foto manipulada da balsa com o nome ilustrando como ficaria depois de pintada.
A primeira Just Read the Instructions foi aposentada em maio de 2015, após cerca de 6 meses de serviço no Oceano Atlântico, e as suas funções foram assumidas pela Of Course I Still Love You. O antigo ASDS foi modificado removendo as extensões de asa que estendiam a superfície da balsa e o equipamento, motores, câmeras e equipamento de comunicação, removidos para reutilização em embarcações futuras.
Em 2018, Elon Musk anunciou planos para uma balsa adicional, A Shortfall of Gravitas (ASOG) para apoiar as operações da Costa Leste, mas a construção da balsa-drone foi adiada e, em vez disso, a JRTI foi movida para a Costa Leste e iniciou as operações em junho de 2020. A ASOG foi concluído em julho de 2021.
Em junho de 2020, a SpaceX recebeu a capacidade de utilizar "seu próprio Sistema de Identificação Automática (AIS) para auxiliar a navegação (ATON) para marcar as áreas de exclusão temporária que usa durante o lançamentos de foguetes [do] Cabo Canaveral, Flórida", o primeiro uso de área restrita dinâmica já aprovado pela Guarda Costeira dos Estados Unidos.

### A frota ASDS ativa
Desde o início de 2016, a SpaceX opera duas balsas de dois conveses alugados, Marmac 303 e Marmac 304, que foram convertidas para se tornarem navios ASDS com capacidade de operação autônoma. Estes constituíram a frota ASDS ativa até julho de 2021. A Shortfall of Gravitas, Marmac 302, juntou-se à frota.

#### Of Course I Still Love You

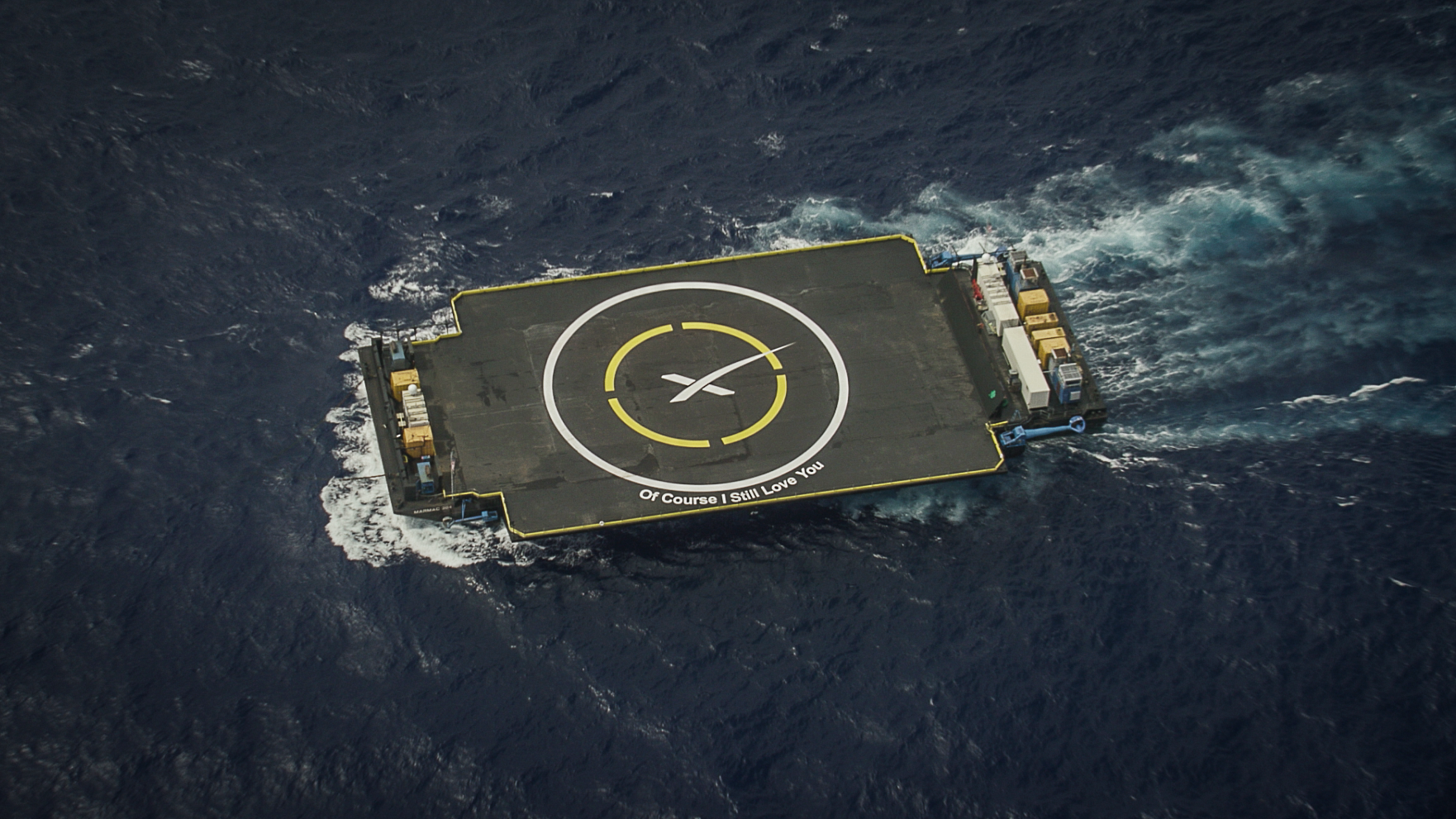
Of Course I Still Love You da SpaceX, baseado na balsa marítima Marmac 304

A segunda balsa ASDS, Of Course I Still Love You (OCISLY), estava em construção em um estaleiro na Luisiana desde o início de 2015, usando um casco diferente, Marmac 304 para atender a lançamentos na Costa Leste dos Estados Unidos. Foi construído para substituir o primeiro Just Read the Instructions e entrou em serviço operacional para o lançamento 19 do Falcon 9 no final de junho de 2015. Em junho de 2015, seu porto de origem era o Porto de Jacksonville, Flórida, mas depois de dezembro de 2015, foi transferido 260 km mais ao sul, em Porto Canaveral.
Embora as dimensões da balsa sejam quase idênticas às do primeiro ASDS, vários aprimoramentos foram feitos, incluindo uma parede de aço contra explosão erguida entre os contêineres de popa e o convés de desembarque. A balsa estava pronta para um teste de pouso de primeiro estágio na missão SpaceX CRS-7, que falhou no lançamento em 28 de junho de 2015.
Em 8 de abril de 2016, o primeiro estágio, que lançou a espaçonave Dragon SpaceX CRS-8, pousou com sucesso pela primeira vez no OCISLY, que também é o primeiro pouso em uma balsa-drone.
Em fevereiro de 2018, o foguete auxiliar central do teste de lançamento do Falcon Heavy explodiu perto da OCISLY, que danificou dois dos quatro propulsores da balsa-drone. Dois propulsores foram removidos da balsa Marmac 303 para reparar a OCISLY.
Em 30 de maio de 2020, o primeiro estágio da missão Crew Dragon Demo-2 pousou na OCISLY, com a missão Crew Demo-2 marcando o primeiro lançamento de astronautas americanos, em solo americano, em um veículo de lançamento americano desde o último lançamento do ônibus espacial (STS-135) em 2011 e o primeiro lançamento de astronautas a bordo de um veículo de lançamento da SpaceX. Isso marcou a primeira vez na história que o primeiro estágio de um foguete lançou uma tripulação ao espaço e pousou em segurança.
Atualmente está estacionado no Porto de Long Beach para apoiar os lançamentos da Costa Oeste de Vandenberg.

#### Just Read The Instructions
A primeira balsa de pouso do veículo de lançamento da SpaceX (Marmac 300), e também a sua terceira (Marmac 303), foram ambas nomeadas Just Read the Instructions (JRTI). Na verdade, algumas das peças do casco/balsa original foram usadas para construir a Marmac 303 ASDS. A original, Marmac 300, foi aposentada após a falha de pouso do SpaceX CRS-6 em 14 de abril de 2015.
A segunda balsa JRTI, usando o casco da balsa Marmac 303, foi construída durante 2015 em um estaleiro na Luisiana. Quando a reforma como ASDS foi concluída, a balsa transitou pelo Canal do Panamá em junho de 2015 carregando suas extensões de asa, as mesmas originalmente construídas para a primeira ASDS construída, JRTI em Marmac 330), como carga no convés porque o ASDS, quando completo, seria largo demais para passar pelo canal. O navio passou por uma grande reforma em setembro de 2019 a maio de 2020, primeiro na Luisiana, e terminou em Porto Canaveral, incluindo quatro novos e maiores propulsores de posicionamento.
O porto de origem da Marmac 303 foi inicialmente o Porto de Los Angeles (até agosto de 2019) no campus de pesquisa e negócios marítimos da AltaSea em San Pedro, Califórnia. A plataforma de pouso e as balsas começaram a atracar lá em julho de 2015, antes da construção principal das instalações da AltaSea.
A SpaceX anunciou que a Marmac 303 seria o segundo ASDS a ser nomeado Just Read the Instructions em janeiro de 2016, pouco antes de seu primeiro uso como plataforma de pouso para o lançamento 21 do Falcon 9.
Em 17 de janeiro de 2016, a JRTI foi colocada em uso pela primeira vez na tentativa de recuperar um foguete auxiliar de primeiro estágio Falcon 9 da missão Jason-3 do Complexo 4 de Lançamento Espacial de Vandenberg. O foguete auxiliar pousou com sucesso no convés; no entanto, uma pinça de bloqueio falhou em engatar em um das pernas do trem do pouso, fazendo com que o primeiro estágio tombasse, explodindo no impacto com o convés. Em 14 de janeiro de 2017, a SpaceX realizou o lançamento 29 do Falcon 9 da Base da Força Aérea de Vandenberg e pousou o primeiro estágio na JRTI que estava localizada a cerca de 370 km no Oceano Pacífico, tornando-se o primeiro pouso bem-sucedido no Pacífico.
Em agosto de 2019, a JRTI deixou o porto de Los Angeles para ser rebocada até o Golfo do México; transitou pelo Canal do Panamá. A JRTI chegou em Morgan City, Luisiana, no final de agosto de 2019 e ficou lá até dezembro de 2019, em seguida, mudou-se para Porto Canaveral. A JRTI iniciou suas operações no Oceano Atlântico em junho de 2020, apoiando a primeira vez que um Falcon 9 que pousaria pela 5.ª vez.

#### A Shortfall of Gravitas
Uma quarta ASDS, A Shortfall of Gravitas (ASOG), foi anunciada em fevereiro de 2018 e estava originalmente planejada para entrar em serviço em meados de 2019. Em outubro de 2020, Elon Musk reafirmou os planos de construir uma balsa com este nome. Em janeiro de 2021, a Marmac 302 foi localizada em Bollinger no Port Fourchon. Em 6 de abril de 2021, NASASpaceFlight.com localizou o Octagrabber supostamente para A Shortfall of Gravitas nas instalações da Cidco Road em Cocoa Beach, Flórida. Ele pode ter se originado como um Octagrabber atualizado para Just Read The Instructions. Em meados de abril de 2021, a Marmac 302 tinha andaimes para se preparar para a construção, que foi confirmada em 9 de maio de 2021. Ela se juntou à frota da Costa Leste em julho, após o envio da OCISLY para a Costa Oeste em julho de 2021.
Em 9 de julho de 2021, Elon Musk tweetou imagens aéreas da balsa-drone concluída no Golfo do México, enquanto passava por seus primeiros testes no mar. Segundo ele, esse drone não vai precisar de rebocador para ser rebocado até a área de pouso. Espera-se que a ASOG apoie o lançamento de foguetes de uma base em Porto Canaveral. Depois de completar os testes de mar em Porto Fourchon, transitando sobre o Golfo do México enquanto era rebocado por Finn Falgout de seu porto de construção, Porto Fourchon para sua base de recuperação, Porto Canaveral, chegando às 16:47 UTC em 15 de julho de 2021, e completando os testes de mar em sua base de recuperação, ele está atualmente esperando por sua primeira tentativa de pouso para um foguete de primeiro estágio B1061.4 do Falcon 9 que está sendo usado na missão SpaceX CRS-23 a 300 km no Oceano Atlântico.

## Características

O "X" estilizado da SpaceX costumava marcar o centro da área de pouso

As ASDS são embarcações autônomas capazes de posicionamento de precisão, originalmente declarado estar dentro de 3 m, mesmo em condições de tempestade, usando informações de posição GPS e quatro propulsores de azimute movidos a diesel. Além do modo de operação autônoma, as balsas também podem ser controladas teleroboticamente.
Os propulsores de azimute são unidades de propulsão externa com propulsão hidráulica com unidades modulares de acionamento diesel-hidráulico fabricadas pela Thrustmaster, um fabricante de equipamentos marítimos do Texas. O primeiro estágio não deve apenas pousar dentro dos limites da superfície do convés, mas também lidar com as ondas do oceano e erros de GPS.
A SpaceX equipa as balsas com uma variedade de sensores e tecnologia de medição para coletar dados sobre o retorno do foguete auxiliar e tentativas de pouso, incluindo câmeras GoPro comerciais prontas para uso..
No centro das plataformas de pouso ASDS está um círculo que envolve o "X" estilizado da SpaceX em um ponto de pouso que marca o X no local.

### Nomes
Os ASDS têm nomes iguais ou semelhantes a espaçonaves que aparecem na série Culture de ficção científica de Iain M. Banks.

### Just Read the Instructions(Marmac 300)
A plataforma de pouso do convés superior da primeira balsa chamada Just Read the Instructions tinha 52 m × 91 m, a extensão das pernas do trem de pouso do Falcon 9 v1.1 é de 18 m.

### Of Course I Still Love You(Marmac 304)

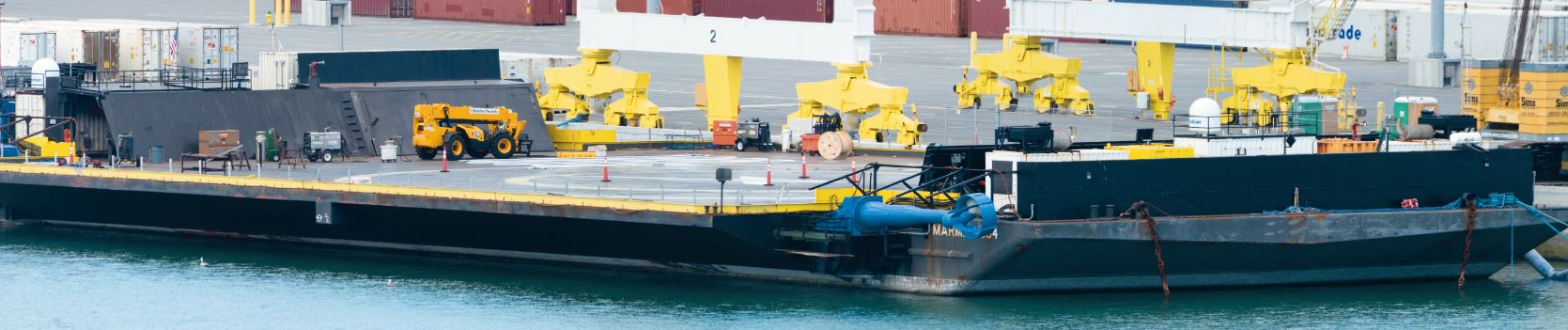
Vista lateral da OCISLY ancorado em março de 2017

Of Course I Still Love You foi construída baseada na balsa Marmac 304 para pousos no Oceano Atlântico. Seu porto de origem foi Porto Canaveral, Flórida, de dezembro de 2015 a junho de 2021, após ter sido portado por um ano no Porto de Jacksonville durante a maior parte de 2015. Of Course I Still Love You funcionou com sucesso como plataforma de pouso depois que o foguete Falcon 9 trouxe astronautas ao espaço na missão tripulada em 30 de maio de 2020. Em junho de 2021, a OCISLY foi transportada para o Porto de Long Beach para começar a apoiar os lançamentos na Costa Oeste. Em 8 de julho de 2021, a OCISLY foi ancorada em Long Beach após transitar pelo Canal do Panamá.

### Just Read the Instructions(Marmac 303)
Just Read the Instructions, a segunda balsa com esse nome, foi construída como reequipamento da balsa Marmac 303 em 2015 para pouso no Oceano Pacífico. Seu porto de origem foi no porto de Los Angeles, Califórnia, de 2015 a 2019, mas em agosto de 2019 foi transferido para o Golfo do México. Em dezembro de 2019 foi transferido para o Porto Canaveral.

### A Shortfall of Gravitas(Marmac 302)
A quarta ASDS, denominada de A Shortfall of Gravitas, foi proposto em fevereiro de 2018 e novamente em outubro de 2020 para ajudar a apoiar os lançamentos na Costa Leste. Em maio de 2021, a conversão do Marmac 302 em ASOG começou e era esperada que se mudasse para a Costa Leste para operação nos meses seguintes. A Shortfall of Gravitas passou seus primeiros testes no mar em 9 de julho de 2021, e um curto vídeo da balsa em movimentação foi compartilhado no Twitter por Elon Musk. Depois de completar os testes no mar, foi rebocado por Finn Falgout de seu porto de construção, Porto Fourchon, para sua base de recuperação, Porto Canaveral, chegando em 15 de julho de 2021.

## Operação
Um rebocador é usado para trazer o ASDS à sua posição oceânica e um navio de apoio fica a alguma distância do ASDS sem tripulação. As embarcações inicialmente utilizadas na Costa Leste foram Elsbeth III (rebocador) e GO Quest (apoio). Após o pouso, os técnicos e engenheiros normalmente embarcam na plataforma de pouso e fixam as pernas do trem de pouso do foguete para travar o veículo no lugar para transporte de volta ao porto. O primeiro estágio é preso ao convés da balsa-drone com ganchos de aço soldados as pernas do trem de pouso. Em junho de 2017, a OCISLY começou a ser implantada com um robô que passa sob o foguete e se agarra às braçadeiras localizadas na parte externa da estrutura do Falcon 9 após o pouso. Os fãs chamam o robô de "Optimus Prime" ou "Roomba", o Roomba foi transformado em um retroacrônimo para "Remotely Operated Orientation and Mass Balance Adjustment" (Orientação Operada Remotamente e Ajuste de Balanço de Massa). Começando com o "A Shortfall of Gravitas", a balsa-drone não precisará usar um rebocador para trazer a ASDS para a zona de pouso do Falcon 9, pois agora é totalmente autônoma.

## Missões da balsa-drone
O primeiro teste de pouso foi em 10 de janeiro de 2015, quando a SpaceX conduziu um teste de voo de descida controlada para pousar o primeiro estágio do lançamento 14 do Falcon 9 em uma superfície sólida depois que ele foi usado para elevar uma carga contratada para a Estação Espacial Internacional. A SpaceX projetou antes da primeira tentativa de pouso que a probabilidade de pousar com sucesso na plataforma seria de 50% ou menos. Os pousos deixaram de ser testes de pouso e passaram a ser parte rotineira das missões.
| No. | Data                    | ASDS                                    | Missão                                 | Descrição da missão de pouso | Resultado de pouso | Imagem |
| --- | ----------------------- | --------------------------------------- | -------------------------------------- | --- | ------------------ | ------ |
| 1   | 10 de janeiro de 2015   | Just Read The Instructions (Marmac 300) | SpaceX CRS-5                           | A SpaceX tentou um pouso durante SpaceX CRS-5 em Just Read the Instructions em 10 de janeiro de 2015. Muitos dos objetivos de teste foram alcançados, incluindo o controle de precisão da descida do foguete para pousar na plataforma em um ponto específico no Oceano Atlântico Norte e uma grande quantidade de dados de teste foi obtido a partir do primeiro uso de superfícies de controle de aletas de manobra usadas para mais posicionamento preciso de reentrada. No entanto, o pouso foi difícil. O webcast da SpaceX indicou que a queima de impulso e queima de reentrada para o primeiro estágio descendente ocorreram, e que o foguete descendente então foi "abaixo do horizonte", como esperado, o que eliminou o sinal de telemetria ao vivo. Pouco depois, a SpaceX divulgou informações de que o veículo de lançamento chegou à balsa-drone conforme planejado, mas "pousou com força ... a balsa em si ficou bem. Alguns dos equipamentos de apoio do convés precisarão ser substituídos ". | Falhou             |        |
| 2   | 11 de fevereiro de 2015 | Just Read The Instructions (Marmac 300) | DSCOVR                                 | Just Read the Instructions foi rebocado para o mar para o lançamento do satélite Deep Space Climate Observatory em 11 de fevereiro de 2015, mas não foi usado para uma tentativa de pouso. As condições do oceano com ondas de 7 m de altura interferiram com as tarefas de recuperação do ASDS para o pouso, então a balsa retornou ao porto e nenhum teste de pouso ocorreu. A SpaceX executou um pouso suave no mar para continuar a coleta de dados para futuras tentativas de pouso. O pouso suave foi bem-sucedido, Elon Musk tweetou que pousou com uma precisão lateral de 10 m de distância do alvo e na posição vertical. | Sem tentativa      |        |
| 3   | 14 de abril de 2015     | Just Read The Instructions (Marmac 300) | SpaceX CRS-6                           | Em 14 de abril de 2015, a SpaceX fez uma segunda tentativa durante a SpaceX CRS-6 para pousar um primeiro estágio do Falcon na balsa-drone Just Read The Instructions (Marmac 300). Notícias de Elon Musk sugeriram que foi um pouso difícil. Mais tarde, ele esclareceu que parecia ter feito um pouso vertical na balsa, mas depois tombou devido ao excessivo momentum lateral remanescente. | Falhou             |        |
| 4   | 28 de junho de 2015     | Of Course I Still Love You (Marmac 304) | SpaceX CRS-7                           | A fim de se preparar para o SpaceX CRS-7 em 28 de junho de 2015, o então novo ASDS, Of Course I Still Love You, foi rebocado para o mar para se preparar para um terceiro teste de pouso. Esta foi sua primeira missão operacional. No entanto, o veículo de lançamento Falcon se desintegrou antes do desligamento do primeiro estágio, de modo que a missão nunca progrediu ao ponto onde o teste de descida controlada pudesse acontecer. | Sem tentativa      |        |
| 5   | 17 de janeiro de 2016   | Just Read The Instructions (Marmac 303) | Jason-3                                | Em janeiro de 2016, a SpaceX indicou que haveria uma tentativa de pousar do então novo ASDS, reutilizando o nome Just Read the Instructions (JRTI), localizado na Costa Oeste após o lançamento 21 do Falcon 9 agendado para 17 de janeiro de 2016. A JRTI estava localizado a cerca de 320 km do local de lançamento no Oceano Pacífico. Musk relatou que o primeiro estágio pousou suavemente na balsa com sucesso, mas uma trava de bloqueio em uma das pernas do trem de pouso não travou e o primeiro estágio caiu, causando uma ruptura dos tanques de propelente e uma explosão no impacto com a balsa. | Falhou             |        |
| 6   | 4 de março de 2016      | Of Course I Still Love You (Marmac 304) | SES-9                                  | Durante o lançamento de um satélite de comunicações pesado no lançamento 22 do Falcon 9 em 4 de março de 2016, a SpaceX realizou uma descida experimental e uma tentativa de pouso com margens de propelente muito baixas. Pela primeira vez, e para reduzir o propelente necessário, a SpaceX tentou a queima de pouso com três motores. A SpaceX indicou que o teste provavelmente não resultaria em um pouso e recuperação bem-sucedido. No evento, um motor queimou cedo, e o primeiro estágio atingiu a superfície do convés da Of Course I Still Love You (OCISLY) com velocidade considerável, destruindo o primeiro estágio e causando danos ao convés da balsa-drone. Em 21 de março de 2016, o convés da balsa-drone estava quase consertada. | Falhou             |        |
| 7   | 8 de abril de 2016      | Of Course I Still Love You (Marmac 304) | SpaceX CRS-8                           | O primeiro estágio do Falcon 9 realizou um pouso bem-sucedido na OCISLY, no Oceano Atlântico, na costa da Flórida em T+9 minutos e 10 segundos após a decolagem do SpaceX CRS-8, o primeiro pouso bem-sucedido de um primeiro estágio em uma balsa-drone. O primeiro estágio foi afixado com sucesso à balsa para a parte de transporte marítimo da jornada de volta ao porto e completou com sucesso sua jornada, entrando em Porto Canaveral no início da manhã de 12 de abril de 2016. | Sucesso            |        |
| 8   | 6 de maio de 2016       | Of Course I Still Love You (Marmac 304) | JCSat-14                               | A SpaceX pousou o primeiro estágio do Falcon 9 na OCISLY durante a missão JCSat-14 em 6 de maio de 2016, sua segunda vez pousando com sucesso em uma balsa-drone no mar, e sua primeira vez recuperando um foguete auxiliar de uma missão de alta velocidade (GTO). | Sucesso            |        |
| 9   | 27 de maio de 2016      | Of Course I Still Love You (Marmac 304) | Thaicom 8                              | A SpaceX pousou o primeiro estágio de um Falcon 9 na OCISLY durante a missão Thaicom 8, sua terceira vez pousando com sucesso em uma balsa-drone no mar. | Sucesso            |        |
| 10  | 15 de junho de 2016     | Of Course I Still Love You (Marmac 304) | ABS-3A / Eutelsat 115 West B           | A SpaceX não conseguiu pousar o primeiro estágio do Falcon 9 na OCISLY durante a missão Asia Broadcast Satellite / Eutelsat. Elon Musk tuitou que um dos três motores tinha baixo empuxo e, quando o foguete estava perto do convés, o oxidante dos motores acabou. | Falhou             |        |
| 11  | 14 de agosto de 2016    | Of Course I Still Love You (Marmac 304) | JCSAT-16                               | O 28.º lançamento do Falcon 9 lançou o satélite de comunicações japonês JCSAT-16 para uma órbita de transferência geoestacionária em 14 de agosto de 2016. O primeiro estágio reentrou na atmosfera e durante a noite pousou verticalmente na OCISLY, posicionada no Oceano Atlântico a cerca de 640 kms da costa da Flórida; ao contrário de pousos anteriores bem-sucedidos, esta queima de pouso usou apenas um motor, não três. | Sucesso            |        |
| 12  | 14 de janeiro de 2017   | Just Read The Instructions (Marmac 303) | Iridium NEXT-1                         | O primeiro estágio do Falcon 9 pousou na balsa-drone JRTI do Oceano Pacífico durante a missão Iridium NEXT-1. Isso marcou o primeiro pouso bem-sucedido na JRTI e o primeiro pouso no Oceano Pacífico. | Sucesso            |        |
| 13  | 30 de março de 2017     | Of Course I Still Love You (Marmac 304) | SES-10                                 | O primeiro estágio do Falcon 9 pousou na OCISLY durante o lançamento do SES-10. Este foi o primeiro lançamento e pouso bem-sucedido de um foguete auxiliar orbital já utilizado. | Sucesso            |        |
| 14  | 23 de junho de 2017     | Of Course I Still Love You (Marmac 304) | BulgariaSat-1                          | O primeiro estágio do Falcon 9 pousou na OCISLY durante o lançamento do BulgariaSat-1. Este foi o segundo lançamento e pouso bem-sucedidos de um foguete auxiliar orbital já utilizado. Este também foi o primeiro foguete auxiliar a pousar em ambas as balsas-drones ativas. Embora o pouso tenha sido considerado um sucesso, o foguete auxiliar foi "empurrado para o lado" e sofreu um 'pouso forçado' que resultou em uma inclinação do foguete auxiliar. | Sucesso            |        |
| 15  | 25 de junho de 2017     | Just Read The Instructions (Marmac 303) | Iridium NEXT-2                         | O primeiro estágio do Falcon 9 pousou na JRTI durante o lançamento do Iridium. | Sucesso            |        |
| 16  | 24 de agosto de 2017    | Just Read The Instructions (Marmac 303) | Formosat-5                             | O primeiro estágio do Falcon 9 pousou na JRTI durante o lançamento do Formosat-5. | Sucesso            |        |
| 17  | 9 de outubro de 2017    | Just Read The Instructions (Marmac 303) | Iridium NEXT-3                         | O primeiro estágio do Falcon 9 pousou na JRTI durante o lançamento do Iridium. | Sucesso            |        |
| 18  | 11 de outubro de 2017   | Of Course I Still Love You (Marmac 304) | SES-11                                 | O primeiro estágio do Falcon 9 pousou na OCISLY durante o lançamento do SES-11. | Sucesso            |        |
| 19  | 30 de outubro de 2017   | Of Course I Still Love You (Marmac 304) | Koreasat 5A                            | O primeiro estágio do Falcon 9 pousou na OCISLY durante a missão Koreasat 5A. | Sucesso            |        |
| 20  | 6 de fevereiro de 2018  | Of Course I Still Love You (Marmac 304) | Teste de lançamento do Falcon Heavy    | Em 6 de fevereiro de 2018, o foguete auxiliar central do teste de lançamento do Falcon Heavy tentou pousar na OCISLY. Não havia ignitor TEA-TEB suficiente restante e apenas para um dos três motores precisou ser aceso durante a queima de pouso. O foguete auxiliar central atingiu a água perto da balsa-drone a mais de 480 km/h e foi destruído. A explosão do foguete auxiliar central com o impacto também danificou dois dos propulsores da balsa-drone. Os foguetes auxiliares laterais pousaram com sucesso nas Zonas de pouso 1 e 2. A perda do foguete auxiliar central não afetou as operações da SpaceX, uma vez que era de uma geração mais antiga do Falcon 9, não destinada a ser reutilizada. | Falhou             |        |
| 21  | 6 de março de 2018      |                                         | Hispasat 30W-6                         | Em 6 de março de 2018, um Falcon 9 Full Thrust transportando o satélite de comunicações Hispasat 30W-6 para o Hispasat da Espanha originalmente deveria tentar um pouso, já que o primeiro estágio estava programado para fazer o pouso. Porém, devido às condições do mar consideradas desfavoráveis, a balsa-drone foi deixada no porto. O primeiro estágio fez suas manobras pré-programadas, mas não tentou pousar. | Sem tentativa      |        |
| 22  | 18 de abril de 2018     | Of Course I Still Love You (Marmac 304) | TESS                                   | O primeiro estágio do Falcon 9 pousou na OCISLY durante a missão TESS e foi a 13.ª recuperação bem-sucedida de foguete auxiliar a pousar em uma balsa-drone. | Sucesso            |        |
| 23  | 11 de maio de 2018      | Of Course I Still Love You (Marmac 304) | Bangabandhu-1                          | O primeiro estágio do Falcon 9 Block 5 pousou na OCISLY durante a missão Bangabandhu-1 e foi o primeiro lançamento de um foguete auxiliar Block 5 e estágio superior. Foi a 25.ª recuperação geral bem-sucedida de um foguete auxiliar. | Sucesso            |        |
| 24  | 22 de julho de 2018     | Of Course I Still Love You (Marmac 304) | Telstar 19V                            | O primeiro estágio do Falcon 9 pousou na OCISLY durante a missão Telstar 19V. | Sucesso            |        |
| 25  | 25 de julho de 2018     | Just Read The Instructions (Marmac 303) | Iridium 7                              | O primeiro estágio do Falcon 9 pousou na JRTI durante a missão Iridium 7. | Sucesso            |        |
| 26  | 7 de agosto de 2018     | Of Course I Still Love You (Marmac 304) | Merah Putih                            | O primeiro estágio do Falcon 9 pousou na OCISLY durante a missão Merah Putih. | Sucesso            |        |
| 27  | 15 de novembro de 2018  | Of Course I Still Love You (Marmac 304) | Es'hail-2                              | O primeiro estágio do Falcon 9 pousou na OCISLY durante a missão Es'hail 2. | Sucesso            |        |
| 28  | 3 de dezembro de 2018   | Just Read The Instructions (Marmac 303) | SSO-A                                  | O primeiro estágio do Falcon 9 block 5 pousou na JRTI durante a missão Spaceflight SSO-A e foi a primeira vez que um foguete auxiliar a pousar 3 vezes. | Sucesso            |        |
| 29  | 11 de janeiro de 2019   | Just Read The Instructions (Marmac 303) | Iridium 8                              | O primeiro estágio B1049 do Falcon 9 Block 5, pousou na JRTI durante a missão Iridium 8. | Sucesso            |        |
| 30  | 22 de fevereiro de 2019 | Of Course I Still Love You (Marmac 304) | Nusantara Satu/Beresheet/ S5           | O primeiro estágio B1048 do Falcon 9 Block 5, pousou na OCISLY durante a missão Nusantara Satu, Beresheet e S5. | Sucesso            |        |
| 31  | 2 de março de 2019      | Of Course I Still Love You (Marmac 304) | Crew Dragon Demo-1                     | o primeiro estágio B1051.1 do Falcon 9 Block 5 pousou na OCISLY durante o Crew Dragon Demo-1. | Sucesso            |        |
| 32  | 11 de abril de 2019     | Of Course I Still Love You (Marmac 304) | Arabsat-6A                             | O foguete auxiliar central do primeiro estágio B1055.1 do Falcon Heavy block 5 pousou na OCISLY. Este foi o primeiro pouso bem-sucedido de um foguete auxiliar central usado em um foguete Falcon Heavy. Os foguetes auxiliares laterais também pousaram em seus respectivos plataformas no solo. No entanto, a equipe de recuperação não foi capaz de colocar o foguete auxiliar central na balsa-drone devido ao mar agitado e o foguete auxiliar foi perdido no mar. | Falha parcial      |        |
| 33  | 4 de maio de 2019       | Of Course I Still Love You (Marmac 304) | SpaceX CRS-17                          | O primeiro estágio do Falcon 9 B1056.1 pousou na OCISLY durante a missão SpaceX CRS-17. O pouso foi originalmente programado para Zona de Pouso 1, mas foi alterado após uma explosão em um teste de uma cápsula Crew Dragon em LZ1. O lançamento do CRS-17 foi adiado devido a problemas no gerador da balsa-drone. | Sucesso            |        |
| 34  | 24 de maio de 2019      | Of Course I Still Love You (Marmac 304) | Starlink L0                            | O primeiro estágio B1049.3 do Falcon 9 pousou na OCISLY durante a missão Starlink para lançar 60 satélites. | Sucesso            |        |
| 35  | 25 de junho de 2019     | Of Course I Still Love You (Marmac 304) | Space Test Program Flight 2            | O foguete auxiliar central do Falcon Heavy da missão STP-2 falhou em pousar na OCISLY devido à falta de controle de uma falha com o controle de vetorização de empuxo no motor central; os foguetes auxiliares laterais pousaram com sucesso nas plataformas de pouso. A SpaceX estava tentando pousar o foguete auxiliar com menos combustível do que o normal, então o alvo de pouso estava estacionado a 1240 km da costa da Flórida, quase 30% mais longe do que qualquer tentativa de recuperação anterior. O calor extra causado por menos travagens do que o normal danificou o motor. | Falhou             |        |
| 36  | 11 de novembro de 2019  | Of Course I Still Love You (Marmac 304) | Starlink L1                            | O primeiro estágio B1048.4 do Falcon 9 pousou com sucesso na OCISLY durante o segundo grande lote da missão Starlink para lançar 60 satélites. Esta foi a primeira vez que um foguete auxiliar Falcon 9 fez um quarto lançamento e pouso. | Sucesso            |        |
| 37  | 5 de dezembro de 2019   | Of Course I Still Love You (Marmac 304) | SpaceX CRS-19                          | O primeiro estágio B1059.1 do Falcon 9 pousou com sucesso na OCISLY após o lançamento da missão comercial de reabastecimento SpaceX CRS-19. Foi o primeiro lançamento e pouso deste foguete auxiliar. | Sucesso            |        |
| 38  | 16 de dezembro de 2019  | Of Course I Still Love You (Marmac 304) | JCSAT-18                               | O primeiro estágio B1056.3 do Falcon 9 pousou com sucesso na OCISLY após o lançamento do satélite de comunicações Kacific-1/JCSAT-18. Foi o terceiro lançamento e pouso deste foguete auxiliar. | Sucesso            |        |
| 39  | 7 de janeiro de 2020    | Of Course I Still Love You (Marmac 304) | Starlink L2                            | O primeiro estágio B1049.4 do Falcon 9 pousou com sucesso na OCISLY após o lançamento do Starlink L2, que foi o terceiro grande lote de satélites Starlink. | Sucesso            |        |
| 40  | 29 de janeiro de 2020   | Of Course I Still Love You (Marmac 304) | Starlink L3                            | O primeiro estágio B1051.3 do Falcon 9 pousou com sucesso pela terceira vez na OCISLY após o lançamento do Starlink L3, que foi o quarto lote de 60 satélites Starlink. | Sucesso            |        |
| 41  | 17 de fevereiro de 2020 | Of Course I Still Love You (Marmac 304) | Starlink L4                            | O primeiro estágio B1056.4 do Falcon 9 fez um pouso na água após o lançamento do Starlink L4, que foi o quinto lote de 60 satélites Starlink. O foguete auxiliar de primeiro estágio não conseguiu pousar na balsa-drone, tornando-o a primeira falha de pouso de um foguete auxiliar comprovado em vôo. O foguete auxiliar foi desviado da balsa-drone conforme os dados de vento carregados no foguete auxiliar eram diferentes dos ventos reais. | Falhou             |        |
| 42  | 18 de março de 2020     | Of Course I Still Love You (Marmac 304) | Starlink L5                            | O primeiro estágio B1048.5 do Falcon 9 falhou ao pousar na OCISLY após uma anomalia do motor durante o lançamento. Após um aborto de lançamento em T-0s devido a dados fora do Falcon durante uma verificação de potência do motor em 15 de março de 2020, o lançamento foi adiado para 18 de março de 2020. Em T+2:22, ocorreu um desligamento do motor, o segundo a acontecer em um lançamento do Falcon 9 desde o CRS-1. Executou a queima de entrada nominalmente, mas então em T+7:30 a alimentação do downlink foi cortada. Presume-se que o foguete auxiliar se tenha desistegrado na atmosfera ou se espatifado no oceano. Mais tarde, foi confirmado por Elon Musk no Twitter que uma pequena quantidade de álcool isopropílico ficou presa em um dos trem de pouso e foi incendiado durante o lançamento. | Falhou             |        |
| 43  | 22 de abril de 2020     | Of Course I Still Love You (Marmac 304) | Starlink L6                            | O primeiro estágio B1051.4 do Falcon 9 pousou com sucesso na OCISLY. Foi o 4.º lançamento e pouso desse foguete auxiliar. | Sucesso            |        |
| 44  | 30 de maio de 2020      | Of Course I Still Love You (Marmac 304) | Crew Dragon Demo-2                     | O primeiro estágio B1058.1 do Falcon 9 pousou com sucesso na OCISLY após o lançamento do Crew Dragon Demo-2. Esta foi a primeira missão tripulada da SpaceX e o primeiro estágio do Falcon 9 a lançar humanos em órbita e retornar com sucesso à Terra. | Sucesso            |        |
| 45  | 3 de junho de 2020      | Just Read The Instructions (Marmac 303) | Starlink L7                            | O primeiro estágio B1049.5 do Falcon 9 pousou com sucesso na JRTI após o lançamento do Starlink L7. Isso marca apenas a segunda vez que um foguete auxiliar central do Falcon foi capaz de lançar cinco vezes. | Sucesso            |        |
| 46  | 13 de junho de 2020     | Of Course I Still Love You (Marmac 304) | Starlink L8                            | O primeiro estágio B1059.3 do Falcon 9 pousou com sucesso na OCISLY foi o 3.º lançamento e pouso desse foguete auxiliar. | Sucesso            |        |
| 47  | 30 de junho de 2020     | Just Read The Instructions (Marmac 303) | GPS III SV03                           | O primeiro estágio B1060.1 do Falcon 9 pousou com sucesso na JRTI. | Sucesso            |        |
| 48  | 20 de julho de 2020     | Just Read The Instructions (Marmac 303) | ANASIS-II                              | O primeiro estágio B1058.2 do Falcon 9, já usado na missão Crew Dragon Demo-2, pousou com sucesso na JRTI. | Sucesso            |        |
| 49  | 7 de agosto de 2020     | Of Course I Still Love You (Marmac 304) | Starlink L9                            | O primeiro estágio B1051.5 do Falcon 9 pousou com sucesso na OCISLY. Esta é a primeira vez que um booster Falcon consegue voar seis vezes. Isso marca a 3.º vez que um foguete auxiliar foi capaz de lançar cinco vezes. | Sucesso            |        |
| 50  | 18 de agosto de 2020    | Of Course I Still Love You (Marmac 304) | Starlink L10                           | O primeiro estágio B1049.6 do Falcon 9 pousou com sucesso na OCISLY. Esta é a 1.º vez que um foguete auxiliar consegue lançar seis vezes. | Sucesso            |        |
| 51  | 3 de setembro de 2020   | Of Course I Still Love You (Marmac 304) | Starlink L11                           | O primeiro estágio B1060.2 do Falcon 9 pousou com sucesso na OCISLY. | Sucesso            |        |
| 52  | 6 de outubro de 2020    | Of Course I Still Love You (Marmac 304) | Starlink L12                           | O primeiro estágio B1058.3 do Falcon 9 pousou com sucesso na OCISLY. | Sucesso            |        |
| 53  | 18 de outubro de 2020   | Of Course I Still Love You (Marmac 304) | Starlink L13                           | O primeiro estágio B1051.6 do Falcon 9 pousou com sucesso na OCISLY. | Sucesso            |        |
| 54  | 24 de outubro de 2020   | Just Read The Instructions (Marmac 303) | Starlink L14                           | O primeiro estágio B1060.3 do Falcon 9 pousou com sucesso na JRTI. | Sucesso            |        |
| 55  | 5 de novembro de 2020   | Of Course I Still Love You (Marmac 304) | GPS III SV04                           | O primeiro estágio B1062.1 do Falcon 9 pousou com sucesso na OCISLY. | Sucesso            |        |
| 56  | 15 de novembro de 2020  | Just Read The Instructions (Marmac 303) | SpaceX Crew-1                          | O primeiro estágio B1061.1 do Falcon 9 pousou com sucesso na JRTI. | Sucesso            |        |
| 57  | 25 de novembro de 2020  | Of Course I Still Love You (Marmac 304) | Starlink L15                           | O primeiro estágio B1049.7 do Falcon 9 pousou com sucesso na OCISLY. | Sucesso            |        |
| 58  | 6 de dezembro de 2020   | Of Course I Still Love You (Marmac 304) | SpaceX CRS-21                          | O primeiro estágio B1058.4 do Falcon 9 pousou com sucesso na OCISLY. | Sucesso            |        |
| 59  | 13 de dezembro de 2020  | Just Read The Instructions (Marmac 303) | SXM 7                                  | O primeiro estágio B1051.7 do Falcon 9 pousou com sucesso na JRTI. | Sucesso            |        |
| 60  | 6 de janeiro de 2021    | Just Read The Instructions (Marmac 303) | Türksat 5A                             | O primeiro estágio B1060.4 do Falcon 9 pousou com sucesso na JRTI. | Sucesso            |        |
| 61  | 20 de janeiro de 2021   | Just Read The Instructions (Marmac 303) | Starlink L16                           | O primeiro estágio B1051.8 do Falcon 9 pousou com sucesso na JRTI. | Sucesso            |        |
| 62  | 24 de janeiro de 2021   | Of Course I Still Love You (Marmac 304) | Transporter-1                          | O primeiro estágio B1058.5 do Falcon 9 pousou com sucesso na OCISLY. | Sucesso            |        |
| 63  | 4 de fevereiro de 2021  | Of Course I Still Love You (Marmac 304) | Starlink L18                           | O primeiro estágio B1060.5 do Falcon 9 pousou com sucesso na OCISLY. | Sucesso            |        |
| 64  | 16 de fevereiro de 2021 | Of Course I Still Love You (Marmac 304) | Starlink L19                           | O primeiro estágio B1059.6 do Falcon 9 falhou em pousar na OCISLY, devido a um problema de aquecimento próximo ao protetor de calor dos motores. | Falhou             |        |
| 65  | 4 de março de 2021      | Of Course I Still Love You (Marmac 304) | Starlink L17                           | O primeiro estágio B1049.8 do Falcon 9 pousou com sucesso na OCISLY. | Sucesso            |        |
| 66  | 11 de março de 2021     | Just Read The Instructions (Marmac 303) | Starlink L20                           | O primeiro estágio B1058.6 do Falcon 9 pousou com sucesso na JRTI. | Sucesso            |        |
| 67  | 14 de março de 2021     | Of Course I Still Love You (Marmac 304) | Starlink L21                           | O primeiro estágio B1051.9 do Falcon 9 pousou com sucesso na OCISLY. | Sucesso            |        |
| 68  | 24 de março de 2021     | Of Course I Still Love You (Marmac 304) | Starlink L22                           | O primeiro estágio B1060.6 do Falcon 9 pousou com sucesso na OCISLY. | Sucesso            |        |
| 69  | 7 de abril de 2021      | Of Course I Still Love You (Marmac 304) | Starlink L23                           | O primeiro estágio B1058.7 do Falcon 9 pousou com sucesso na OCISLY. | Sucesso            |        |
| 70  | 23 de abril de 2021     | Of Course I Still Love You (Marmac 304) | SpaceX Crew-2                          | O primeiro estágio B1061.2 do Falcon 9 pousou com sucesso na OCISLY. | Sucesso            |        |
| 71  | 29 de abril de 2021     | Just Read The Instructions (Marmac 303) | Starlink L24                           | O primeiro estágio B1060.7 do Falcon 9 pousou com sucesso na JRTI. | Sucesso            |        |
| 72  | 4 de maio de 2021       | Of Course I Still Love You (Marmac 304) | Starlink L25                           | O primeiro estágio B1049.9 do Falcon 9 pousou com sucesso na OCISLY. | Sucesso            |        |
| 73  | 9 de maio de 2021       | Just Read The Instructions (Marmac 303) | Starlink L27                           | O primeiro estágio B1051.10 do Falcon 9 pousou com sucesso na JRTI. | Sucesso            |        |
| 74  | 15 de maio de 2021      | Of Course I Still Love You (Marmac 304) | Starlink L26                           | O primeiro estágio B1058.8 do Falcon 9 pousou com sucesso na OCISLY. | Sucesso            |        |
| 75  | 26 de maio de 2021      | Just Read The Instructions (Marmac 303) | Starlink L28                           | O primeiro estágio B1063.2 do Falcon 9 pousou com sucesso na JRTI. | Sucesso            |        |
| 76  | 3 de junho de 2021      | Of Course I Still Love You (Marmac 304) | SpaceX CRS-22                          | O primeiro estágio B1067.1 do Falcon 9 pousou com sucesso na OCISLY. | Sucesso            |        |
| 77  | 6 de junho de 2021      | Just Read The Instructions (Marmac 303) | SXM 8                                  | O primeiro estágio B1061.2 do Falcon 9 pousou com sucesso na JRTI. | Sucesso            |        |
| 78  | 17 de junho de 2021     | Just Read The Instructions (Marmac 303) | GPS III SV05                           | O primeiro estágio B1062.2 do Falcon 9 pousou com sucesso na JRTI. | Sucesso            |        |
| 79  | 29 de agosto de 2021    | A Shortfall Of Gravitas (Marmac 302)    | SpaceX CRS-23                          | Primeira tentativa de pouso do primeiro estágio do Falcon 9 na ASOG, o foguete auxiliar a ser recuperado é o B1061.4. | Sucesso            |        |
| 80  | 13 Setembro 2021        | Of Course I Still Love You (Marmac 304) | Starlink Gropo 2-1                     | Falcon 9 first stage B1049.10 successfully landed on OCISLY. | Sucesso            |        |
| 81  | 15 Setembro 2021        | Just Read The Instructions (Marmac 303) | Inspiration4                           | O primeiro estágio do Falcon 9 B1062.3 pousou com sucesso na JRTI. | Sucesso            |        |
| 82  | 10 Novembro 2021        | A Shortfall Of Gravitas (Marmac 302)    | Crew-3                                 | O primeiro estágio B1067.2 do Falcon 9 pousou com sucesso na ASOG. | Sucesso            |        |
| 83  | 13 Novembro 2021        | Just Read The Instructions (Marmac 303) | Starlink Grupo 4-1                     | O primeiro estágio B1058.9 do Falcon 9 pousou com sucesso na JRTI. | Sucesso            |        |
| 84  | 24 Novembro 2021        | Of Course I Still Love You (Marmac 304) | DART                                   | O primeiro estágio B1063.3 do Falcon 9 pousou com sucesso na OCISLY. | Sucesso            |        |
| 85  | 2 Dezembro 2021         | A Shortfall Of Gravitas (Marmac 302)    | Starlink Grupo 4-3                     | O primeiro estágio B1060.9 do Falcon 9 pousou com sucesso na ASOG. | Sucesso            |        |
| 86  | 9 Dezembro 2021         | Just Read The Instructions (Marmac 303) | IXPE                                   | O primeiro estágio B1061.5 do Falcon 9 pousou com sucesso na JRTI. | Sucesso            |        |
| 87  | 18 Dezembro 2021        | Of Course I Still Love You (Marmac 304) | Starlink Grupo 4-4                     | O primeiro estágio B1051.11 do Falcon 9 pousou com sucesso na OCISLY. | Sucesso            |        |
| 88  | 19 Dezembro 2021        | A Shortfall of gravitas (Marmac 302)    | Türksat 5B                             | O primeiro estágio B1067.3 do Falcon 9 pousou com sucesso na ASOG. | Sucesso            |        |
| 89  | 21 Dezembro 2021        | Just Read The Instructions (Marmac 303) | CRS-24                                 | O primeiro estágio B1069.1 do Falcon 9 pousou com sucesso na JRTI. | Sucesso            |        |
| 90  | 6 Janeiro 2022          | A Shortfall of gravitas (Marmac 302)    | Starlink Grupo 4-5                     | O primeiro estágio B1062.4 do Falcon 9 pousou com sucesso na ASOG. | Sucesso            |        |
| 91  | 18 Janeiro 2022         | A Shortfall of gravitas (Marmac 302)    | Starlink Grupo 4-6                     | O primeiro estágio B1060.10 do Falcon 9 pousou com sucesso na ASOG. | Sucesso            |        |
| 92  | 3 Fevereiro 2022        | A Shortfall of gravitas (Marmac 302)    | Starlink Grupo 4-7                     | O primeiro estágio B1061.6 do Falcon 9 pousou com sucesso na ASOG. | Sucesso            |        |
| 93  | 21 Fevereiro 2022       | A Shortfall of gravitas (Marmac 302)    | Starlink Grupo 4-8                     | O primeiro estágio B1058.11 do Falcon 9 pousou com sucesso na ASOG. | Sucesso            |        |
| 94  | 25 Fevereiro 2022       | Of Course I Still Love You (Marmac 304) | Starlink Grupo 4-11                    | O primeiro estágio B1063.4 do Falcon 9 pousou com sucesso na OCISLY. | Sucesso            |        |
| 95  | 3 Março 2022            | Just Read The Instructions (Marmac 303) | Starlink Grupo 4-9                     | O primeiro estágio B1060.11 do Falcon 9 pousou com sucesso na JRTI. | Sucesso            |        |
| 96  | 9 Março 2022            | A Shortfall of gravitas (Marmac 302)    | Starlink Grupo 4-10                    | O primeiro estágio B1052.4 do Falcon 9 pousou com sucesso na ASOG. | Sucesso            |        |
| 97  | 19 Março 2022           | Just Read The Instructions (Marmac 303) | Starlink Grupo 4-12                    | O primeiro estágio B1051.12 do Falcon 9 pousou com sucesso na JRTI. | Sucesso            |        |
| 98  | 1 Abril 2022            | Just Read The Instructions (Marmac 303) | Transporter 4                          | O primeiro estágio B1061.7 do Falcon 9 pousou com sucesso na JRTI. | Sucesso            |        |
| 99  | 8 Abril 2022            | A Shortfall of gravitas (Marmac 302)    | Axiom-1                                | O primeiro estágio B1062.5 do Falcon 9 pousou com sucesso na ASOG. | Sucesso            |        |
| 100 | 21 Abril 2022           | Just Read The Instructions (Marmac 303) | Starlink Grupo 4-14                    | O primeiro estágio B1060.12 do Falcon 9 pousou com sucesso na JRTI. | Sucesso            |        |
| 101 | 27 Abril 2022           | A Shortfall of gravitas (Marmac 302)    | Crew-4                                 | O primeiro estágio B1067.4 do Falcon 9 pousou com sucesso na ASOG. | Sucesso            |        |
| 102 | 29 Abril 2022           | Just Read The Instructions (Marmac 303) | Starlink Grupo 4-16                    | O primeiro estágio B1062.6 do Falcon 9 pousou com sucesso na JRTI. | Sucesso            |        |
| 103 | 6 Maio 2022             | A Shortfall of gravitas (Marmac 302)    | Starlink Grupo 4-17                    | O primeiro estágio B1058.12 do Falcon 9 pousou com sucesso na ASOG. | Sucesso            |        |
| 104 | 13 Maio 2022            | Of Course I Still Love You (Marmac 304) | Starlink Grupo 4-13                    | O primeiro estágio B1063.5 do Falcon 9 pousou com sucesso na OCISLY. | Sucesso            |        |
| 105 | 14 Maio 2022            | Just Read The Instructions (Marmac 303) | Starlink Grupo 4-15                    | O primeiro estágio B1073.1 do Falcon 9 pousou com sucesso na JRTI. | Sucesso            |        |
| 106 | 18 Maio 2022            | A Shortfall of gravitas (Marmac 302)    | Starlink Grupo 4-18                    | O primeiro estágio B1052.5 do Falcon 9 pousou com sucesso na ASOG. | Sucesso            |        |
| 107 | 8 Junho 2022            | Just Read The Instructions (Marmac 303) | Nilesat-301                            | O primeiro estágio B1062.7 do Falcon 9 pousou com sucesso na JRTI. | Sucesso            |        |
| 108 | 17 Junho 2022           | A Shortfall of gravitas (Marmac 302)    | Starlink Grupo 4-19                    | O primeiro estágio B1060.13 do Falcon 9 pousou com sucesso na ASOG. | Sucesso            |        |
| 109 | 19 Junho 2022           | Just Read The Instructions (Marmac 303) | Globalstar FM15                        | O primeiro estágio B1061.9 do Falcon 9 pousou com sucesso na JRTI. | Sucesso            |        |
| 110 | 29 Junho 2022           | A Shortfall of gravitas (Marmac 302)    | SES-22                                 | O primeiro estágio B1073.2 do Falcon 9 pousou com sucesso na ASOG. | Sucesso            |        |
| 111 | 7 Julho 2022            | Just Read The Instructions (Marmac 303) | Starlink Grupo 4-21                    | O primeiro estágio B1058.13 do Falcon 9 pousou com sucesso na JRTI. | Sucesso            |        |
| 112 | 10 Julho 2022           | Of Course I Still Love You (Marmac 304) | Starlink Grupo 3-1                     | O primeiro estágio B1063.6 do Falcon 9 pousou com sucesso na OCISLY. | Sucesso            |        |
| 113 | 14 Julho 2022           | A Shortfall of gravitas (Marmac 302)    | CRS-25                                 | O primeiro estágio B1067.5 do Falcon 9 pousou com sucesso na ASOG. | Sucesso            |        |
| 114 | 17 Julho 2022           | Just Read The Instructions (Marmac 303) | Starlink Grupo 4-22                    | O primeiro estágio B1051.13 do Falcon 9 pousou com sucesso na JRTI. | Sucesso            |        |
| 115 | 22 Julho 2022           | Of Course I Still Love You (Marmac 304) | Starlink Grupo 3-2                     | O primeiro estágio B1071.4 do Falcon 9 pousou com sucesso na OCISLY. | Sucesso            |        |
| 116 | 24 Julho 2022           | A Shortfall of gravitas (Marmac 302)    | Starlink Grupo 4-25                    | O primeiro estágio B1062.8 do Falcon 9 pousou com sucesso na ASOG. | Sucesso            |        |
| 117 | 4 Agosto 2022           | Just Read The Instructions (Marmac 303) | Korean Pathfinder Lunar Orbiter - KPLO | O primeiro estágio B1052.6 do Falcon 9 pousou com sucesso na JRTI. | Sucesso            |        |
| 118 | 9 Agosto 2022           | A Shortfall of gravitas (Marmac 302)    | Starlink Grupo 4-26                    | O primeiro estágio B1073.3 do Falcon 9 pousou com sucesso na ASOG. | Sucesso            |        |
| 119 | 12 Agosto 2022          | Of Course I Still Love You (Marmac 304) | Starlink Grupo 3-3                     | O primeiro estágio B1061.10 do Falcon 9 pousou com sucesso na OCISLY. | Sucesso            |        |
| 120 | 19 Agosto 2022          | A Shortfall of gravitas (Marmac 302)    | Starlink Grupo 4-27                    | O primeiro estágio B1062.9 do Falcon 9 pousou com sucesso na ASOG. | Sucesso            |        |
| 121 | 28 Agosto 2022          | A Shortfall of gravitas (Marmac 302)    | Starlink Grupo 4-23                    | O primeiro estágio B1069.2 do Falcon 9 pousou com sucesso na ASOG. | Sucesso            |        |
| 122 | 31 Agosto 2022          | Of Course I Still Love You (Marmac 304) | Starlink Grupo 3-4                     | O primeiro estágio B1063.7 do Falcon 9 pousou com sucesso na OCISLY. | Sucesso            |        |
| 123 | 4 Setembro 2022         | Just Read The Instructions (Marmac 303) | Starlink Grupo 4-20                    | O primeiro estágio B1052.7 do Falcon 9 pousou com sucesso na JRTI. | Sucesso            |        |
| 124 | 10 Setembro 2022        | A Shortfall of gravitas (Marmac 302)    | Starlink Grupo 4-2                     | O primeiro estágio B1058.14 do Falcon 9 pousou com sucesso na ASOG. | Sucesso            |        |
| 125 | 18 Setembro 2022        | Just Read The Instructions (Marmac 303) | Starlink Grupo 4-34                    | O primeiro estágio B1067.6 do Falcon 9 pousou com sucesso na JRTI. | Sucesso            |        |
| 126 | 24 Setembro 2022        | A Shortfall of gravitas (Marmac 302)    | Starlink Grupo 4-35                    | O primeiro estágio B1073.4 do Falcon 9 pousou com sucesso na ASOG. | Sucesso            |        |
| 127 | 5 Outubro 2022          | Just Read The Instructions (Marmac 303) | Crew-5                                 | O primeiro estágio B1077.1 do Falcon 9 pousou com sucesso na JRTI. | Sucesso            |        |
| 128 | 5 Outubro 2022          | Of Course I Still Love You (Marmac 304) | Starlink Grupo 4-29                    | O primeiro estágio B1071.5 do Falcon 9 pousou com sucesso na OCISLY. | Sucesso            |        |
| 129 | 8 Outubro 2022          | A Shortfall of gravitas (Marmac 302)    | Galaxy 33 & 34                         | O primeiro estágio B1060.14 do Falcon 9 pousou com sucesso na ASOG. | Sucesso            |        |
| 130 | 15 Outubro 2022         | Just Read The Instructions (Marmac 303) | Hotbird 13F                            | O primeiro estágio B1069.3 do Falcon 9 pousou com sucesso na JRTI. | Sucesso            |        |
| 131 | 20 Outubro 2022         | A Shortfall of gravitas (Marmac 302)    | Starlink Grupo 4-36                    | O primeiro estágio B1062.10 do Falcon 9 pousou com sucesso na ASOG. | Sucesso            |        |
| 132 | 27 Outubro 2022         | Of Course I Still Love You (Marmac 304) | Starlink Grupo 4-31                    | O primeiro estágio B1063.8 do Falcon 9 pousou com sucesso na OCISLY. | Sucesso            |        |
| 133 | 3 Novembro 2022         | Just Read The Instructions (Marmac 303) | Hotbird 13G                            | O primeiro estágio B1067.7 do Falcon 9 pousou com sucesso na JRTI. | Sucesso            |        |
| 134 | 26 Novembro 2022        | Just Read The Instructions (Marmac 303) | CRS-26                                 | O primeiro estágio B1076.1 do Falcon 9 pousou com sucesso na JRTI. | Sucesso            |        |
| 135 | 16 Dezembro 2022        | A Shortfall of gravitas (Marmac 302)    | O3b mPOWER 1 & 2                       | O primeiro estágio B1067.8 do Falcon 9 pousou com sucesso na ASOG. | Sucesso            |        |
| 136 | 17 Dezembro 2022        | Just Read The Instructions (Marmac 303) | Starlink Grupo 4-37                    | O primeiro estágio B1058.15 do Falcon 9 pousou com sucesso na JRTI. | Sucesso            |        |
| 137 | 28 Dezembro 2022        | A Shortfall of gravitas (Marmac 302)    | Starlink Grupo 5-1                     | O primeiro estágio B1062.11 do Falcon 9 pousou com sucesso na ASOG. | Sucesso            |        |
| 138 | 18 Janeiro 2023         | A Shortfall of gravitas (Marmac 302)    | GPS III SV06                           | O primeiro estágio B1077.2 do Falcon 9 pousou com sucesso na ASOG. | Sucesso            |        |
| 139 | 19 Janeiro 2023         | Of Course I Still Love You (Marmac 304) | Starlink Grupo 2-4                     | O primeiro estágio B1075.1 do Falcon 9 pousou com sucesso na OCISLY. | Sucesso            |        |
| 140 | 26 Janeiro 2023         | Just Read The Instructions (Marmac 303) | Starlink Grupo 5-2                     | O primeiro estágio B1067.9 do Falcon 9 pousou com sucesso na JRTI. | Sucesso            |        |
| 141 | 31 Janeiro 2023         | Of Course I Still Love You (Marmac 304) | Starlink Grupo 2-6                     | O primeiro estágio B1071.7 do Falcon 9 pousou com sucesso na OCISLY. | Sucesso            |        |
| 142 | 2 Fevereiro 2023        | A Shortfall of gravitas (Marmac 302)    | Starlink Grupo 5-3                     | O primeiro estágio B1069.5 do Falcon 9 pousou com sucesso na ASOG. | Sucesso            |        |
| 143 | 6 Fevereiro 2023        | Just Read The Instructions (Marmac 303) | Amazonas Nexus                         | O primeiro estágio B1073.6 do Falcon 9 pousou com sucesso na JRTI. | Sucesso            |        |
| 144 | 12 Fevereiro 2023       | A Shortfall of gravitas (Marmac 302)    | Starlink Grupo 5-4                     | O primeiro estágio B1062.12 do Falcon 9 pousou com sucesso na ASOG. | Sucesso            |        |
| 145 | 17 Fevereiro 2023       | Of Course I Still Love You (Marmac 304) | Starlink Grupo 2-5                     | O primeiro estágio B1063.9 do Falcon 9 pousou com sucesso na OCISLY. | Sucesso            |        |
| 146 | 18 Fevereiro 2023       | Just Read The Instructions (Marmac 303) | Inmarsat 6 F2                          | O primeiro estágio B1077.3 do Falcon 9 pousou com sucesso na JRTI. | Sucesso            |        |
| 147 | 27 Fevereiro 2023       | A Shortfall of gravitas (Marmac 302)    | Starlink Grupo 6-1                     | O primeiro estágio B1076.3 do Falcon 9 pousou com sucesso na ASOG. | Sucesso            |        |
| 148 | 2 Março 2023            | Just Read The Instructions (Marmac 303) | Crew-6                                 | O primeiro estágio B1078.1 do Falcon 9 pousou com sucesso na JRTI. | Sucesso            |        |
| 149 | 3 Março 2023            | Of Course I Still Love You (Marmac 304) | Starlink Grupo 2-7                     | O primeiro estágio B1061.12 do Falcon 9 pousou com sucesso na OCISLY. | Sucesso            |        |
| 150 | 14 Março 2023           | A Shortfall of gravitas (Marmac 302)    | CRS-27                                 | O primeiro estágio B1073.7 do Falcon 9 pousou com sucesso na ASOG. | Sucesso            |        |
| 151 | 17 Março 2023           | Of Course I Still Love You (Marmac 304) | Starlink Group 2-8                     | O primeiro estágio B1071.8 do Falcon 9 pousou com sucesso na OCISLY. | Sucesso            |        |
| 152 | 17 Março 2023           | Just Read The Instructions (Marmac 303) | SES-18 & SES-19                        | O primeiro estágio B1069.6 do Falcon 9 pousou com sucesso na JRTI. | Sucesso            |        |
| 153 | 24 Março 2023           | A Shortfall of gravitas (Marmac 302)    | Starlink Group 5-5                     | O primeiro estágio B1067.10 do Falcon 9 pousou com sucesso na ASOG. | Sucesso            |        |
| 154 | 29 Março 2023           | Just Read The Instructions (Marmac 303) | Starlink Group 5-10                    | O primeiro estágio B1077.4 do Falcon 9 pousou com sucesso na JRTI. | Sucesso            |        |
| 155 | 7 Abril 2023            | A Shortfall of gravitas (Marmac 302)    | Intelsat 40e/TEMPO                     | O primeiro estágio B1076.4 do Falcon 9 pousou com sucesso na ASOG. | Sucesso            |        |
| 156 | 19 Abril 2023           | A Shortfall of gravitas (Marmac 302)    | Starlink Grupo 6-2                     | O primeiro estágio B1073.8 do Falcon 9 pousou com sucesso na ASOG. | Sucesso            |        |
| 157 | 27 Abril 2023           | Of Course I Still Love You (Marmac 304) | Starlink Group 3-5                     | O primeiro estágio B1061.13 do Falcon 9 pousou com sucesso na OCISLY. | Sucesso            |        |
| 158 | 28 Abril 2023           | Just Read The Instructions (Marmac 303) | O3b mPOWER 3 & 4                       | O primeiro estágio B1078.2 do Falcon 9 pousou com sucesso na JRTI. | Sucesso            |        |
| 159 | 4 Maio 2023             | A Shortfall of gravitas (Marmac 302)    | Starlink Grupo 5-6                     | O primeiro estágio B1069.7 do Falcon 9 pousou com sucesso na ASOG. | Sucesso            |        |
| 160 | 10 Maio 2023            | Of Course I Still Love You (Marmac 304) | Starlink Grupo 2-9                     | O primeiro estágio B1075.3 do Falcon 9 pousou com sucesso na OCISLY. | Sucesso            |        |
| 161 | 14 Maio 2023            | Just Read The Instructions (Marmac 303) | Starlink Grupo 5-9                     | O primeiro estágio B1067.11 do Falcon 9 pousou com sucesso na JRTI. | Sucesso            |        |
| 162 | 19 Maio 2023            | A Shortfall of gravitas (Marmac 302)    | Starlink Grupo 6-3                     | O primeiro estágio B1076.5 do Falcon 9 pousou com sucesso na ASOG. | Sucesso            |        |
| 163 | 20 Maio 2023            | Of Course I Still Love You (Marmac 304) | Iridium-9 & OneWeb #19                 | O primeiro estágio B1063.11 do Falcon 9 pousou com sucesso na OCISLY. | Sucesso            |        |
| 164 | 27 Maio 2023            | Just Read The Instructions (Marmac 303) | Arabsat 7B (Badr 8)                    | O primeiro estágio B1062.14 do Falcon 9 pousou com sucesso na JRTI. | Sucesso            |        |
| 165 | 31 Maio 2023            | Of Course I Still Love You (Marmac 304) | Starlink Grupo 2-10                    | O primeiro estágio B1061.14 do Falcon 9 pousou com sucesso na OCISLY. | Sucesso            |        |
| 166 | 4 Junho 2023            | Just Read The Instructions (Marmac 303) | Starlink Grupo 6-4                     | O primeiro estágio B1078.3 do Falcon 9 pousou com sucesso na JRTI. | Sucesso            |        |
| 167 | 5 Junho 2023            | A Shortfall of gravitas (Marmac 302)    | CRS-28                                 | O primeiro estágio B1077.5 do Falcon 9 pousou com sucesso na ASOG. | Sucesso            |        |
| 168 | 12 Junho 2023           | Just Read The Instructions (Marmac 303) | Starlink Grupo 5-11                    | O primeiro estágio B1073.9 do Falcon 9 pousou com sucesso na JRTI. | Sucesso            |        |
| 169 | 18 Junho 2023           | A Shortfall of gravitas (Marmac 302)    | Satria                                 | O primeiro estágio B1067.12 do Falcon 9 pousou com sucesso na ASOG. | Sucesso            |        |
| 170 | 22 Junho 2023           | Of Course I Still Love You (Marmac 304) | Starlink Grupo 5-7                     | O primeiro estágio B1075.4 do Falcon 9 pousou com sucesso na OCISLY. | Sucesso            |        |
| 171 | 23 Junho 2023           | Just Read The Instructions (Marmac 303) | Starlink Grupo 5-12                    | O primeiro estágio B1069.8 do Falcon 9 pousou com sucesso na JRTI. | Sucesso            |        |
| 172 | 1 Julho 2023            | A Shortfall of gravitas (Marmac 302)    | Euclid (telescópio espacial)           | O primeiro estágio B1080.2 do Falcon 9 pousou com sucesso na ASOG. | Sucesso            |        |
| 173 | 7 Julho 2023            | Of Course I Still Love You (Marmac 304) | Starlink Grupo 5-13                    | O primeiro estágio B1063.12 do Falcon 9 pousou com sucesso na OCISLY. | Sucesso            |        |
| 174 | 10 Julho 2023           | Just Read The Instructions (Marmac 303) | Starlink Grupo 6-5                     | O primeiro estágio B1058.16 do Falcon 9 pousou com sucesso na JRTI. | Sucesso            |        |
| 175 | 16 Julho 2023           | A Shortfall of gravitas (Marmac 302)    | Starlink Grupo 5-15                    | O primeiro estágio B1060.16 do Falcon 9 pousou com sucesso na ASOG. | Sucesso            |        |
| 176 | 20 Julho 2023           | Of Course I Still Love You (Marmac 304) | Starlink Group 6-15                    | O primeiro estágio B1071.10 do Falcon 9 pousou com sucesso na OCISLY. | Sucesso            |        |
| 177 | 23 Julho 2023           | Just Read The Instructions (Marmac 303) | Starlink Grupo 6-6                     | O primeiro estágio B1076.6 do Falcon 9 pousou com sucesso na JRTI. | Sucesso            |        |
| 178 | 28 Julho 2023           | A Shortfall of gravitas (Marmac 302)    | Starlink Grupo 6-7                     | O primeiro estágio B1062.15 do Falcon 9 pousou com sucesso na ASOG. | Sucesso            |        |
| 179 | 3 Agosto 2023           | Just Read The Instructions (Marmac 303) | Galaxy 37                              | O primeiro estágio B1077.6 do Falcon 9 pousou com sucesso na JRTI. | Sucesso            |        |
| 180 | 6 Agosto 2023           | A Shortfall of gravitas (Marmac 302)    | Starlink Grupo 6-8                     | O primeiro estágio B1078.4 do Falcon 9 pousou com sucesso na ASOG. | Sucesso            |        |
| 181 | 8 Agosto 2023           | Of Course I Still Love You (Marmac 304) | Starlink Grupo 6-20                    | O primeiro estágio B1075.5 do Falcon 9 pousou com sucesso na OCISLY. | Sucesso            |        |
| 182 | 11 Agosto 2023          | Just Read The Instructions (Marmac 303) | Starlink Grupo 6-9                     | O primeiro estágio B1069.9 do Falcon 9 pousou com sucesso na JRTI. | Sucesso            |        |
| 183 | 17 Agosto 2023          | A Shortfall of gravitas (Marmac 302)    | Starlink Grupo 6-10                    | O primeiro estágio B1067.13 do Falcon 9 pousou com sucesso na ASOG. | Sucesso            |        |
| 184 | 22 Agosto 2023          | Of Course I Still Love You (Marmac 304) | Starlink Grupo 7-1                     | O primeiro estágio B1061.15 do Falcon 9 pousou com sucesso na OCISLY. | Sucesso            |        |
| 185 | 26 Agosto 2023          | Just Read The Instructions (Marmac 303) | Starlink Grupo 6-11                    | O primeiro estágio B1080.3 do Falcon 9 pousou com sucesso na JRTI. | Sucesso            |        |
| 186 | 31 Agosto 2023          | A Shortfall of gravitas (Marmac 302)    | Starlink Grupo 6-13                    | O primeiro estágio B1077.7 do Falcon 9 pousou com sucesso na ASOG. | Sucesso            |        |
| 187 | 3 Setembro 2023         | Just Read The Instructions (Marmac 303) | Starlink Grupo 6-12                    | O primeiro estágio B1073.10 do Falcon 9 pousou com sucesso na JRTI. | Sucesso            |        |
| 188 | 9 Setembro 2023         | A Shortfall of gravitas (Marmac 302)    | Starlink Grupo 6-14                    | O primeiro estágio B1076.7 do Falcon 9 pousou com sucesso na ASOG. | Sucesso            |        |
| 189 | 12 Setembro 2023        | Of Course I Still Love You (Marmac 304) | Starlink Group 7-2                     | O primeiro estágio B1071.11 do Falcon 9 pousou com sucesso na OCISLY. | Sucesso            |        |
| 190 | 16 Setembro 2023        | Just Read The Instructions (Marmac 303) | Starlink Grupo 6-16                    | O primeiro estágio B1078.5 do Falcon 9 pousou com sucesso na JRTI. | Sucesso            |        |
| 191 | 20 Setembro 2023        | A Shortfall of gravitas (Marmac 302)    | Starlink Grupo 6-17                    | O primeiro estágio B1058.17 do Falcon 9 pousou com sucesso na ASOG. | Sucesso            |        |
| 192 | 24 Setembro 2023        | Just Read The Instructions (Marmac 303) | Starlink Grupo 6-18                    | O primeiro estágio B1060.17 do Falcon 9 pousou com sucesso na JRTI. | Sucesso            |        |
| 193 | 25 Setembro 2023        | Of Course I Still Love You (Marmac 304) | Starlink Grupo 7-3                     | O primeiro estágio B1075.6 do Falcon 9 pousou com sucesso na OCISLY. | Sucesso            |        |
| 194 | 29 Setembro 2023        | A Shortfall of gravitas (Marmac 302)    | Starlink Grupo 6-19                    | O primeiro estágio B1069.10 do Falcon 9 pousou com sucesso na ASOG. | Sucesso            |        |
| 195 | 5 Outubro 2023          | Just Read The Instructions (Marmac 303) | Starlink Grupo 6-21                    | O primeiro estágio B1076.8 do Falcon 9 pousou com sucesso na JRTI. | Sucesso            |        |
| 196 | 9 Outubro 2023          | Of Course I Still Love You (Marmac 304) | Starlink Grupo 7-4                     | O primeiro estágio B1063.14 do Falcon 9 pousou com sucesso na OCISLY. | Sucesso            |        |
| 197 | 13 Outubro 2023         | A Shortfall of gravitas (Marmac 302)    | Starlink Grupo 6-22                    | O primeiro estágio B1067.14 do Falcon 9 pousou com sucesso na ASOG. | Sucesso            |        |
| 198 | 17 Outubro 2023         | Just Read The Instructions (Marmac 303) | Starlink Grupo 6-23                    | O primeiro estágio B1062.16 do Falcon 9 pousou com sucesso na JRTI. | Sucesso            |        |
| 199 | 21 Outubro 2023         | Of Course I Still Love You (Marmac 304) | Starlink Grupo 7-5                     | O primeiro estágio B1061.16 do Falcon 9 pousou com sucesso na OCISLY. | Sucesso            |        |
| 200 | 21 Outubro 2023         | A Shortfall of gravitas (Marmac 302)    | Starlink Grupo 6-24                    | O primeiro estágio B1080.4 do Falcon 9 pousou com sucesso na ASOG. | Sucesso            |        |
| 201 | 29 Outubro 2023         | Of Course I Still Love You (Marmac 304) | Starlink Grupo 7-6                     | O primeiro estágio B1075.7 do Falcon 9 pousou com sucesso na OCISLY. | Sucesso            |        |
| 202 | 30 Outubro 2023         | Just Read The Instructions (Marmac 303) | Starlink Grupo 6-25                    | O primeiro estágio B1077.8 do Falcon 9 pousou com sucesso na JRTI. | Sucesso            |        |
| 203 | 3 Novembro 2023         | A Shortfall of gravitas (Marmac 302)    | Starlink Grupo 6-26                    | O primeiro estágio B1058.18 do Falcon 9 pousou com sucesso na ASOG. | Sucesso            |        |
| 204 | 8 Novembro 2023         | Just Read The Instructions (Marmac 303) | Starlink Grupo 6-27                    | O primeiro estágio B1073.11 do Falcon 9 pousou com sucesso na JRTI. | Sucesso            |        |
| 205 | 12 Novembro 2023        | A Shortfall of gravitas (Marmac 302)    | O3b mPOWER 5 & 6                       | O primeiro estágio B1076.9 do Falcon 9 pousou com sucesso na ASOG. | Sucesso            |        |
| 206 | 18 Novembro 2023        | Just Read The Instructions (Marmac 303) | Starlink Grupo 6-28                    | O primeiro estágio B1069.11 do Falcon 9 pousou com sucesso na JRTI. | Sucesso            |        |
| 207 | 20 Novembro 2023        | Of Course I Still Love You (Marmac 304) | Starlink Grupo 7-7                     | O primeiro estágio B1063.15 do Falcon 9 pousou com sucesso na OCISLY. | Sucesso            |        |
| 208 | 22 Novembro 2023        | A Shortfall of gravitas (Marmac 302)    | Starlink Grupo 6-29                    | O primeiro estágio B1067.15 do Falcon 9 pousou com sucesso na ASOG. | Sucesso            |        |
| 209 | 28 Novembro 2023        | Just Read The Instructions (Marmac 303) | Starlink Grupo 6-30                    | O primeiro estágio B1062.17 do Falcon 9 pousou com sucesso na JRTI. | Sucesso            |        |
| 210 | 3 Dezembro 2023         | A Shortfall of gravitas (Marmac 302)    | Starlink Grupo 6-31                    | O primeiro estágio B1078.6 do Falcon 9 pousou com sucesso na ASOG. | Sucesso            |        |
| 211 | 7 Dezembro 2023         | Just Read The Instructions (Marmac 303) | Starlink Grupo 6-33                    | O primeiro estágio B1077.9 do Falcon 9 pousou com sucesso na JRTI. | Sucesso            |        |
| 212 | 8 Dezembro 2023         | Of Course I Still Love You (Marmac 304) | Starlink Group 7-8                     | O primeiro estágio B1071.13 do Falcon 9 pousou com sucesso na OCISLY. | Sucesso            |        |
| 213 | 19 Dezembro 2023        | A Shortfall of gravitas (Marmac 302)    | Starlink Grupo 6-34                    | O primeiro estágio B1081.3 do Falcon 9 pousou com sucesso na ASOG. | Sucesso            |        |
| 214 | 23 Dezembro 2023        | Just Read The Instructions (Marmac 303) | Starlink Grupo 6-32                    | O primeiro estágio B1058.19 do Falcon 9 pousou com sucesso na JRTI. Devido a fontes ondas e ventos no retorno por porto, o booster B1058 tombou na balsa e foi destruído. | Falha parcial      |        |
| 215 | 29 Dezembro 2023        | A Shortfall of gravitas (Marmac 302)    | Starlink Grupo 6-36                    | O primeiro estágio B1069.12 do Falcon 9 pousou com sucesso na ASOG. | Sucesso            |        |
| 216 | 3 Janeiro 2024          | Of Course I Still Love You (Marmac 304) | Starlink Grupo 7-9                     | O primeiro estágio B1082.1 do Falcon 9 pousou com sucesso na OCISLY. | Sucesso            |        |
| 217 | 7 Janeiro 2024          | A Shortfall of gravitas (Marmac 302)    | Starlink Grupo 6-35                    | O primeiro estágio B1067.16 do Falcon 9 pousou com sucesso na ASOG. | Sucesso            |        |
| 218 | 14 Janeiro 2024         | Of Course I Still Love You (Marmac 304) | Starlink Grupo 7-10                    | O primeiro estágio B1061.18 do Falcon 9 pousou com sucesso na OCISLY. | Sucesso            |        |
| 219 | 14 Janeiro 2024         | A Shortfall of gravitas (Marmac 302)    | Starlink Grupo 6-37                    | O primeiro estágio B1073.12 do Falcon 9 pousou com sucesso na ASOG. | Sucesso            |        |
| 220 | 23 Janeiro 2024         | Of Course I Still Love You (Marmac 304) | Starlink Grupo 7-11                    | O primeiro estágio B1063.16 do Falcon 9 pousou com sucesso na OCISLY. | Sucesso            |        |
| 221 | 28 Janeiro 2024         | A Shortfall of gravitas (Marmac 302)    | Starlink Grupo 6-38                    | O primeiro estágio B1062.18 do Falcon 9 pousou com sucesso na ASOG. | Sucesso            |        |
| 222 | 29 Janeiro 2024         | Of Course I Still Love You (Marmac 304) | Starlink Grupo 7-12                    | O primeiro estágio B1075.9 do Falcon 9 pousou com sucesso na OCISLY. | Sucesso            |        |
| 223 | 9 Fevereiro 2024        | Of Course I Still Love You (Marmac 304) | Starlink Grupo 7-13                    | O primeiro estágio B1071.14 do Falcon 9 pousou com sucesso na OCISLY. | Sucesso            |        |
| 224 | 15 Fevereiro 2024       | Of Course I Still Love You (Marmac 304) | Starlink Grupo 7-14                    | O primeiro estágio B1082.2 do Falcon 9 pousou com sucesso na OCISLY. | Sucesso            |        |
| 225 | 20 Fevereiro 2024       | Just Read The Instructions (Marmac 303) | HTS-113BT (Merah Putih 2)              | O primeiro estágio B1067.17 do Falcon 9 pousou com sucesso na JRTI. | Sucesso            |        |
| 226 | 23 Fevereiro 2024       | Of Course I Still Love You (Marmac 304) | Starlink Grupo 7-15                    | O primeiro estágio B1061.19 do Falcon 9 pousou com sucesso na OCISLY. | Sucesso            |        |
| 227 | 25 Fevereiro 2024       | A Shortfall of gravitas (Marmac 302)    | Starlink Grupo 6-39                    | O primeiro estágio B1069.13 do Falcon 9 pousou com sucesso na ASOG. | Sucesso            |        |
| 228 | 29 Fevereiro 2024       | Just Read The Instructions (Marmac 303) | Starlink Grupo 6-40                    | O primeiro estágio B1076.11 do Falcon 9 pousou com sucesso na JRTI. | Sucesso            |        |
| 229 | 4 Março 2024            | A Shortfall of gravitas (Marmac 302)    | Starlink Grupo 6-41                    | O primeiro estágio B1073.13 do Falcon 9 pousou com sucesso na ASOG. | Sucesso            |        |
| 230 | 10 Março 2024           | Just Read The Instructions (Marmac 303) | Starlink Grupo 6-43                    | O primeiro estágio B1077.11 do Falcon 9 pousou com sucesso na JRTI. | Sucesso            |        |
| 231 | 11 Março 2024           | Of Course I Still Love You (Marmac 304) | Starlink Grupo 7-17                    | O primeiro estágio B1063.17 do Falcon 9 pousou com sucesso na OCISLY. | Sucesso            |        |
| 232 | 15 Março 2024           | A Shortfall of gravitas (Marmac 302)    | Starlink Grupo 6-44                    | O primeiro estágio B1062.19 do Falcon 9 pousou com sucesso na ASOG. | Sucesso            |        |
| 233 | 18 Março 2024           | Of Course I Still Love You (Marmac 304) | Starlink Grupo 7-16                    | O primeiro estágio B1075.10 do Falcon 9 pousou com sucesso na OCISLY. | Sucesso            |        |
| 234 | 24 Março 2024           | Just Read The Instructions (Marmac 303) | Starlink Grupo 6-42                    | O primeiro estágio B1060.19 do Falcon 9 pousou com sucesso na JRTI. | Sucesso            |        |
| 235 | 25 Março 2024           | A Shortfall of gravitas (Marmac 302)    | Starlink Grupo 6-46                    | O primeiro estágio B1078.8 do Falcon 9 pousou com sucesso na ASOG. | Sucesso            |        |
| 236 | 30 Março 2024           | Just Read The Instructions (Marmac 303) | Eutelsat 36D                           | O primeiro estágio B1076.12 do Falcon 9 pousou com sucesso na JRTI. | Sucesso            |        |
| 237 | 30 Março 2024           | A Shortfall of gravitas (Marmac 302)    | Starlink Grupo 6-45                    | O primeiro estágio B1067.18 do Falcon 9 pousou com sucesso na ASOG. | Sucesso            |        |
| 238 | 1 Abril 2024            | Of Course I Still Love You (Marmac 304) | Starlink Grupo 7-18                    | O primeiro estágio B1071.15 do Falcon 9 pousou com sucesso na OCISLY. | Sucesso            |        |
| 239 | 5 Abril 2024            | A Shortfall of gravitas (Marmac 302)    | Starlink Grupo 6-47                    | O primeiro estágio B1069.14 do Falcon 9 pousou com sucesso na ASOG. | Sucesso            |        |
| 240 | 6 Abril 2024            | Of Course I Still Love You (Marmac 304) | Starlink Grupo 8-1                     | O primeiro estágio B1081.6 do Falcon 9 pousou com sucesso na OCISLY. | Sucesso            |        |
| 241 | 10 Abril 2024           | Just Read The Instructions (Marmac 303) | Starlink Grupo 6-48                    | O primeiro estágio B1083.2 do Falcon 9 pousou com sucesso na JRTI. | Sucesso            |        |
| 242 | 12 Abril 2024           | A Shortfall of gravitas (Marmac 302)    | Starlink Grupo 6-49                    | O primeiro estágio B1062.20 do Falcon 9 pousou com sucesso na ASOG. | Sucesso            |        |
| 243 | 17 Abril 2024           | Just Read The Instructions (Marmac 303) | Starlink Grupo 6-51                    | O primeiro estágio B1077.12 do Falcon 9 pousou com sucesso na JRTI. | Sucesso            |        |
| 244 | 18 Abril 2024           | A Shortfall of gravitas (Marmac 302)    | Starlink Grupo 6-52                    | O primeiro estágio B1080.7 do Falcon 9 pousou com sucesso na ASOG. | Sucesso            |        |
| 245 | 23 Abril 2024           | Just Read The Instructions (Marmac 303) | Starlink Grupo 6-53                    | O primeiro estágio B1078.9 do Falcon 9 pousou com sucesso na JRTI. | Sucesso            |        |
| 246 | 28 Abril 2024           | Just Read The Instructions (Marmac 303) | Starlink Grupo 6-54                    | O primeiro estágio B1076.13 do Falcon 9 pousou com sucesso na JRTI. | Sucesso            |        |
| 247 | 2 Maio 2024             | A Shortfall of gravitas (Marmac 302)    | Starlink Grupo 6-55                    | O primeiro estágio B1067.19 do Falcon 9 pousou com sucesso na ASOG. | Sucesso            |        |
| 248 | 6 Maio 2024             | Just Read The Instructions (Marmac 303) | Starlink Grupo 6-57                    | O primeiro estágio B1069.15 do Falcon 9 pousou com sucesso na JRTI. | Sucesso            |        |
| 249 | 8 Maio 2024             | A Shortfall of gravitas (Marmac 302)    | Starlink Grupo 6-56                    | O primeiro estágio B1083.3 do Falcon 9 pousou com sucesso na ASOG. | Sucesso            |        |
| 250 | 10 Maio 2024            | Of Course I Still Love You (Marmac 304) | Starlink Grupo 8-2                     | O primeiro estágio B1082.4 do Falcon 9 pousou com sucesso na OCISLY. | Sucesso            |        |
| 251 | 12 Maio 2024            | A Shortfall of gravitas (Marmac 302)    | Starlink Grupo 6-58                    | O primeiro estágio B1073.15 do Falcon 9 pousou com sucesso na ASOG. | Sucesso            |        |
| 252 | 14 Maio 2024            | Of Course I Still Love You (Marmac 304) | Starlink Grupo 8-7                     | O primeiro estágio B1063.18 do Falcon 9 pousou com sucesso na OCISLY. | Sucesso            |        |
| 253 | 17 Maio 2024            | A Shortfall of gravitas (Marmac 302)    | Starlink Grupo 6-59                    | O primeiro estágio B1062.21 do Falcon 9 pousou com sucesso na ASOG. | Sucesso            |        |
| 254 | 22 Maio 2024            | Of Course I Still Love You (Marmac 304) | NROL-146                               | O primeiro estágio B1071.16 do Falcon 9 pousou com sucesso na OCISLY. | Sucesso            |        |
| 255 | 22 Maio 2024            | A Shortfall of gravitas (Marmac 302)    | Starlink Grupo 6-62                    | O primeiro estágio B1080.8 do Falcon 9 pousou com sucesso na ASOG. | Sucesso            |        |
| 256 | 23 Maio 2024            | Just Read The Instructions (Marmac 303) | Starlink Grupo 6-63                    | O primeiro estágio B1077.13 do Falcon 9 pousou com sucesso na JRTI. | Sucesso            |        |
| 257 | 28 Maio 2024            | A Shortfall of gravitas (Marmac 302)    | Starlink Grupo 6-60                    | O primeiro estágio B1078.10 do Falcon 9 pousou com sucesso na ASOG. | Sucesso            |        |
| 258 | 31 Maio 2024            | A Shortfall of gravitas (Marmac 302)    | Starlink Grupo 6-64                    | O primeiro estágio B1076.14 do Falcon 9 pousou com sucesso na ASOG. | Sucesso            |        |
| 259 | 4 Junho 2024            | Just Read The Instructions (Marmac 303) | Starlink Grupo 8-5                     | O primeiro estágio B1067.20 do Falcon 9 pousou com sucesso na JRTI. | Sucesso            |        |
| 260 | 7 Junho 2024            | A Shortfall of gravitas (Marmac 302)    | Starlink Grupo 10-1                    | O primeiro estágio B1069.16 do Falcon 9 pousou com sucesso na ASOG. | Sucesso            |        |
| 261 | 8 Junho 2024            | Of Course I Still Love You (Marmac 304) | Starlink Grupo 8-8                     | O primeiro estágio B1061.21 do Falcon 9 pousou com sucesso na OCISLY. | Sucesso            |        |
| 262 | 19 Junho 2024           | Of Course I Still Love You (Marmac 304) | Starlink Grupo 9-1                     | O primeiro estágio B1082.5 do Falcon 9 pousou com sucesso na OCISLY. | Sucesso            |        |
| 263 | 20 Junho 2024           | Just Read The Instructions (Marmac 303) | Astra 1P/SES-24                        | O primeiro estágio B1080.9 do Falcon 9 pousou com sucesso na JRTI. | Sucesso            |        |
| 264 | 23 Junho 2024           | A Shortfall of gravitas (Marmac 302)    | Starlink Grupo 10-2                    | O primeiro estágio B1078.11 do Falcon 9 pousou com sucesso na ASOG. | Sucesso            |        |
| 265 | 24 Junho 2024           | Of Course I Still Love You (Marmac 304) | Starlink Grupo 9-2                     | O primeiro estágio B1075.11 do Falcon 9 pousou com sucesso na OCISLY. | Sucesso            |        |
| 266 | 27 Junho 2024           | Just Read The Instructions (Marmac 303) | Starlink Grupo 10-3                    | O primeiro estágio B1062.22 do Falcon 9 pousou com sucesso na JRTI. | Sucesso            |        |
| 267 | 29 Junho 2024           | Of Course I Still Love You (Marmac 304) | NROL-186                               | O primeiro estágio B1081.8 do Falcon 9 pousou com sucesso na OCISLY. | Sucesso            |        |
| 268 | 3 Julho 2024            | A Shortfall of gravitas (Marmac 302)    | Starlink Grupo 8-9                     | O primeiro estágio B1073.16 do Falcon 9 pousou com sucesso na ASOG. | Sucesso            |        |
| 269 | 8 Julho 2024            | Just Read The Instructions (Marmac 303) | Türksat 6A                             | O primeiro estágio B1076.15 do Falcon 9 pousou com sucesso na JRTI. | Sucesso            |        |
| 270 | 11 Julho 2024           | Of Course I Still Love You (Marmac 304) | Starlink Grupo 9-3                     | O primeiro estágio B1063.19 do Falcon 9 pousou com sucesso na OCISLY. | Sucesso            |        |
| 271 | 27 Julho 2024           | Just Read The Instructions (Marmac 303) | Starlink Grupo 10-9                    | O primeiro estágio B1069.17 do Falcon 9 pousou com sucesso na JRTI. | Sucesso            |        |
| 272 | 28 Julho 2024           | A Shortfall of gravitas (Marmac 302)    | Starlink Grupo 10-4                    | O primeiro estágio B1077.14 do Falcon 9 pousou com sucesso na ASOG. | Sucesso            |        |
| 273 | 28 Julho 2024           | Of Course I Still Love You (Marmac 304) | Starlink Grupo 9-4                     | O primeiro estágio B1071.17 do Falcon 9 pousou com sucesso na OCISLY. | Sucesso            |        |
| 274 | 2 Agosto 2024           | A Shortfall of gravitas (Marmac 302)    | Starlink Grupo 10-6                    | O primeiro estágio B1078.12 do Falcon 9 pousou com sucesso na ASOG. | Sucesso            |        |
| 275 | 4 Agosto 2024           | Of Course I Still Love You (Marmac 304) | Starlink Grupo 11-1                    | O primeiro estágio B1082.6 do Falcon 9 pousou com sucesso na OCISLY. | Sucesso            |        |
| 276 | 10 Agosto 2024          | Just Read The Instructions (Marmac 303) | Starlink Grupo 8-3                     | O primeiro estágio B1067.21 do Falcon 9 pousou com sucesso na JRTI. | Sucesso            |        |
| 277 | 11 Agosto 2024          | Of Course I Still Love You (Marmac 304) | ASBM 1 & ASBM 2                        | O primeiro estágio B1061.22 do Falcon 9 pousou com sucesso na OCISLY. | Sucesso            |        |
| 278 | 12 Agosto 2024          | A Shortfall of gravitas (Marmac 302)    | Starlink Grupo 10-7                    | O primeiro estágio B1073.17 do Falcon 9 pousou com sucesso na ASOG. | Sucesso            |        |
| 279 | 20 Agosto 2024          | A Shortfall of gravitas (Marmac 302)    | Starlink Grupo 10-5                    | O primeiro estágio B1085.1 do Falcon 9 pousou com sucesso na ASOG. | Sucesso            |        |
| 280 | 28 Agosto 2024          | A Shortfall of gravitas (Marmac 302)    | Starlink Grupo 8-6                     | O primeiro estágio B1062.23 do Falcon 9 falhou o pouso na balsa ASOG. | Falhou             |        |
| 281 | 31 Agosto 2024          | Just Read The Instructions (Marmac 303) | Starlink Grupo 8-10                    | O primeiro estágio B1069.18 do Falcon 9 pousou com sucesso na JRTI. | Sucesso            |        |
| 282 | 31 Agosto 2024          | Of Course I Still Love You (Marmac 304) | Starlink Grupo 9-5                     | O primeiro estágio B1081.9 do Falcon 9 pousou com sucesso na OCISLY. | Sucesso            |        |
| 283 | 5 Setembro 2024         | Just Read The Instructions (Marmac 303) | Starlink Grupo 8-11                    | O primeiro estágio B1077.15 do Falcon 9 pousou com sucesso na JRTI. | Sucesso            |        |
| 284 | 6 Setembro 2024         | Of Course I Still Love You (Marmac 304) | NROL-113                               | O primeiro estágio B1063.20 do Falcon 9 pousou com sucesso na OCISLY. | Sucesso            |        |
| 285 | 10 Setembro 2024        | Just Read The Instructions (Marmac 303) | Polaris Dawn                           | O primeiro estágio B1083.4 do Falcon 9 pousou com sucesso na JRTI. | Sucesso            |        |
| 286 | 12 Setembro 2024        | Of Course I Still Love You (Marmac 304) | Starlink Grupo 9-6                     | O primeiro estágio B1071.18 do Falcon 9 pousou com sucesso na OCISLY. | Sucesso            |        |
| 287 | 17 Setembro 2024        | Just Read The Instructions (Marmac 303) | Galileo-L13 FOC FM26 & FM32            | O primeiro estágio B1067.22 do Falcon 9 pousou com sucesso na JRTI. | Sucesso            |        |
| 288 | 20 Setembro 2024        | Of Course I Still Love You (Marmac 304) | Starlink Grupo 9-17                    | O primeiro estágio B1075.13 do Falcon 9 pousou com sucesso na OCISLY. | Sucesso            |        |
| 289 | 25 Setembro 2024        | Of Course I Still Love You (Marmac 304) | Starlink Grupo 9-8                     | O primeiro estágio B1081.10 do Falcon 9 pousou com sucesso na OCISLY. | Sucesso            |        |
| 290 | 15 Outubro 2024         | A Shortfall of gravitas (Marmac 302)    | Starlink Grupo 10-10                   | O primeiro estágio B1080.11 do Falcon 9 pousou com sucesso na ASOG. | Sucesso            |        |
| 291 | 15 Outubro 2024         | Of Course I Still Love You (Marmac 304) | Starlink Grupo 9-7                     | O primeiro estágio B1071.19 do Falcon 9 pousou com sucesso na OCISLY. | Sucesso            |        |
| 292 | 18 Outubro 2024         | Just Read The Instructions (Marmac 303) | Starlink Grupo 8-19                    | O primeiro estágio B1076.17 do Falcon 9 pousou com sucesso na JRTI. | Sucesso            |        |
| 293 | 23 Outubro 2024         | A Shortfall of gravitas (Marmac 302)    | Starlink Grupo 6-61                    | O primeiro estágio B1073.18 do Falcon 9 pousou com sucesso na ASOG. | Sucesso            |        |
| 294 | 24 Outubro 2024         | Of Course I Still Love You (Marmac 304) | NROL-167                               | O primeiro estágio B1063.21 do Falcon 9 pousou com sucesso na OCISLY. | Sucesso            |        |
| 295 | 26 Outubro 2024         | Just Read The Instructions (Marmac 303) | Starlink Grupo 10-8                    | O primeiro estágio B1069.19 do Falcon 9 pousou com sucesso na JRTI. | Sucesso            |        |
| 296 | 30 Outubro 2024         | Of Course I Still Love You (Marmac 304) | Starlink Grupo 9-9                     | O primeiro estágio B1075.14 do Falcon 9 pousou com sucesso na OCISLY. | Sucesso            |        |
| 297 | 30 Outubro 2024         | A Shortfall of gravitas (Marmac 302)    | Starlink Grupo 10-13                   | O primeiro estágio B1078.14 do Falcon 9 pousou com sucesso na ASOG. | Sucesso            |        |
| 298 | 7 Novembro 2024         | Just Read The Instructions (Marmac 303) | Starlink Grupo 6-77                    | O primeiro estágio B1085.3 do Falcon 9 pousou com sucesso na JRTI. | Sucesso            |        |
| 299 | 9 Novembro 2024         | Of Course I Still Love You (Marmac 304) | Starlink Grupo 9-10                    | O primeiro estágio B1081.11 do Falcon 9 pousou com sucesso na OCISLY. | Sucesso            |        |
| 300 | 11 Novembro 2024        | A Shortfall of gravitas (Marmac 302)    | Starlink Grupo 6-69                    | O primeiro estágio B1080.12 do Falcon 9 pousou com sucesso na ASOG. | Sucesso            |        |
| 301 | 14 Novembro 2024        | Of Course I Still Love You (Marmac 304) | Starlink Grupo 9-11                    | O primeiro estágio B1082.8 do Falcon 9 pousou com sucesso na OCISLY. | Sucesso            |        |
| 302 | 14 Novembro 2024        | Just Read The Instructions (Marmac 303) | Starlink Grupo 6-68                    | O primeiro estágio B1076.18 do Falcon 9 pousou com sucesso na JRTI. | Sucesso            |        |
| 303 | 17 Novembro 2024        | A Shortfall of gravitas (Marmac 302)    | Optus-X/TD7                            | O primeiro estágio B1077.16 do Falcon 9 pousou com sucesso na ASOG. | Sucesso            |        |
| 304 | 18 Novembro 2024        | Of Course I Still Love You (Marmac 304) | Starlink Grupo 9-12                    | O primeiro estágio B1071.20 do Falcon 9 pousou com sucesso na OCISLY. | Sucesso            |        |
| 305 | 18 Novembro 2024        | Just Read The Instructions (Marmac 303) | GSAT-20 (GSAT-N2)                      | O primeiro estágio B1073.19 do Falcon 9 pousou com sucesso na JRTI. | Sucesso            |        |
| 306 | 21 Novembro 2024        | A Shortfall of gravitas (Marmac 302)    | Starlink Grupo 6-66                    | O primeiro estágio B1069.20 do Falcon 9 pousou com sucesso na ASOG. | Sucesso            |        |
| 307 | 24 Novembro 2024        | Of Course I Still Love You (Marmac 304) | Starlink Grupo 9-13                    | O primeiro estágio B1075.15 do Falcon 9 pousou com sucesso na OCISLY. | Sucesso            |        |
| 308 | 25 Novembro 2024        | Just Read The Instructions (Marmac 303) | Starlink Grupo 12-1                    | O primeiro estágio B1080.13 do Falcon 9 pousou com sucesso na JRTI. | Sucesso            |        |
| 309 | 27 Novembro 2024        | A Shortfall of gravitas (Marmac 302)    | Starlink Grupo 6-76                    | O primeiro estágio B1078.15 do Falcon 9 pousou com sucesso na ASOG. | Sucesso            |        |
| 310 | 30 Novembro 2024        | Just Read The Instructions (Marmac 303) | Starlink Grupo 6-65                    | O primeiro estágio B1083.6 do Falcon 9 pousou com sucesso na JRTI. | Sucesso            |        |
| 311 | 30 Novembro 2024        | Of Course I Still Love You (Marmac 304) | NROL-126                               | O primeiro estágio B1088.1 do Falcon 9 pousou com sucesso na OCISLY. | Sucesso            |        |
| 312 | 4 Dezembro 2024         | A Shortfall of gravitas (Marmac 302)    | Starlink Grupo 6-70                    | O primeiro estágio B1067.24 do Falcon 9 pousou com sucesso na ASOG. | Sucesso            |        |
| 313 | 5 Dezembro 2024         | Of Course I Still Love You (Marmac 304) | Starlink Grupo 9-14                    | O primeiro estágio B1081.12 do Falcon 9 pousou com sucesso na OCISLY. | Sucesso            |        |
| 314 | 5 Dezembro 2024         | Just Read The Instructions (Marmac 303) | SXM-9                                  | O primeiro estágio B1076.19 do Falcon 9 pousou com sucesso na JRTI. | Sucesso            |        |
| 315 | 8 Dezembro 2024         | A Shortfall of gravitas (Marmac 302)    | Starlink Grupo 12-5                    | O primeiro estágio B1086.2 do Falcon 9 pousou com sucesso na ASOG. | Sucesso            |        |
| 316 | 13 Dezembro 2024        | Of Course I Still Love You (Marmac 304) | Starlink Grupo 11-2                    | O primeiro estágio B1082.9 do Falcon 9 pousou com sucesso na OCISLY. | Sucesso            |        |
| 317 | 16 Dezembro 2024        | A Shortfall of gravitas (Marmac 302)    | GPS III-7 (RRT-1)                      | O primeiro estágio B1085.4 do Falcon 9 pousou com sucesso na ASOG. | Sucesso            |        |
| 318 | 17 Dezembro 2024        | Of Course I Still Love You (Marmac 304) | NROL-149                               | O primeiro estágio B1063.22 do Falcon 9 pousou com sucesso na OCISLY. | Sucesso            |        |
| 319 | 17 Dezembro 2024        | Just Read The Instructions (Marmac 303) | O3b mPOWER 7 & 8                       | O primeiro estágio B1090.1 do Falcon 9 pousou com sucesso na JRTI. | Sucesso            |        |
| 320 | 23 Dezembro 2024        | Just Read The Instructions (Marmac 303) | Starlink Grupo 12-2                    | O primeiro estágio B1080.14 do Falcon 9 pousou com sucesso na JRTI. | Sucesso            |        |
| 321 | 28 Dezembro 2024        | Of Course I Still Love You (Marmac 304) | Starlink Grupo 11-3                    | O primeiro estágio B1075.16 do Falcon 9 pousou com sucesso na OCISLY. | Sucesso            |        |
| 322 | 29 Dezembro 2024        | A Shortfall of gravitas (Marmac 302)    | Astranis: From One to Many             | O primeiro estágio B1083.7 do Falcon 9 pousou com sucesso na ASOG. | Sucesso            |        |
| 323 | 31 Dezembro 2024        | Just Read The Instructions (Marmac 303) | Starlink Grupo 12-6                    | O primeiro estágio B1078.16 do Falcon 9 pousou com sucesso na JRTI. | Sucesso            |        |
| 324 | 3 Janeiro 2025          | A Shortfall of gravitas (Marmac 302)    | Thuraya 4-NGS                          | O primeiro estágio B1073.20 do Falcon 9 pousou com sucesso na ASOG. | Sucesso            |        |
| 325 | 6 Janeiro 2025          | Just Read The Instructions (Marmac 303) | Starlink Grupo 6-71                    | O primeiro estágio B1077.17 do Falcon 9 pousou com sucesso na JRTI. | Sucesso            |        |
| 326 | 8 Janeiro 2025          | A Shortfall of gravitas (Marmac 302)    | Starlink Grupo 12-11                   | O primeiro estágio B1086.3 do Falcon 9 pousou com sucesso na ASOG. | Sucesso            |        |
| 327 | 10 Janeiro 2025         | Of Course I Still Love You (Marmac 304) | NROL-153                               | O primeiro estágio B1071.22 do Falcon 9 pousou com sucesso na OCISLY. | Sucesso            |        |
| 328 | 10 Janeiro 2025         | Just Read The Instructions (Marmac 303) | Starlink Grupo 12-12                   | O primeiro estágio B1067.25 do Falcon 9 pousou com sucesso na JRTI. | Sucesso            |        |
| 329 | 13 Janeiro 2025         | A Shortfall of gravitas (Marmac 302)    | Starlink Grupo 12-4                    | O primeiro estágio B1080.15 do Falcon 9 pousou com sucesso na ASOG. | Sucesso            |        |
| 330 | 15 Janeiro 2025         | Just Read The Instructions (Marmac 303) | Blue Ghost Mission 1 & HAKUTO-R M2     | O primeiro estágio B1085.5 do Falcon 9 pousou com sucesso na JRTI. | Sucesso            |        |
| 331 | 21 Janeiro 2025         | A Shortfall of gravitas (Marmac 302)    | Starlink Grupo 13-1                    | O primeiro estágio B1083.8 do Falcon 9 pousou com sucesso na ASOG. | Sucesso            |        |
| 332 | 21 Janeiro 2025         | Of Course I Still Love You (Marmac 304) | Starlink Grupo 11-8                    | O primeiro estágio B1082.10 do Falcon 9 pousou com sucesso na OCISLY. | Sucesso            |        |
| 333 | 24 Janeiro 2025         | Of Course I Still Love You (Marmac 304) | Starlink Grupo 11-6                    | O primeiro estágio B1063.23 do Falcon 9 pousou com sucesso na OCISLY. | Sucesso            |        |
| 334 | 27 Janeiro 2025         | A Shortfall of gravitas (Marmac 302)    | Starlink Grupo 12-7                    | O primeiro estágio B1076.20 do Falcon 9 pousou com sucesso na ASOG. | Sucesso            |        |
| 335 | 1 Fevereiro 2025        | Of Course I Still Love You (Marmac 304) | Starlink Grupo 11-4                    | O primeiro estágio B1075.17 do Falcon 9 pousou com sucesso na OCISLY. | Sucesso            |        |
| 336 | 4 Fevereiro 2025        | Just Read The Instructions (Marmac 303) | Starlink Grupo 12-3                    | O primeiro estágio B1069.21 do Falcon 9 pousou com sucesso na JRTI. | Sucesso            |        |
| 337 | 8 Fevereiro 2025        | A Shortfall of Gravitas (Marmac 302)    | Starlink Group 12-9                    | O primeiro estágio B1078.17 do Falcon 9 pousou com sucesso na ASOG. | Sucesso            |        |
| 338 | 11 Fevereiro 2025       | Of Course I Still Love You (Marmac 304) | Starlink Group 11-10                   | O primeiro estágio B1071.23 do Falcon 9 pousou com sucesso na OCISLY. | Sucesso            |        |
| 339 | 11 Fevereiro 2025       | Just Read the Instructions (Marmac 303) | Starlink Group 12-18                   | O primeiro estágio B1077.18 do Falcon 9 pousou com sucesso na JRTI. | Sucesso            |        |
| 340 | 15 Fevereiro 2025       | A Shortfall of Gravitas (Marmac 302)    | Starlink Group 12-8                    | O primeiro estágio B1067.26 do Falcon 9 pousou com sucesso na ASOG. | Sucesso            |        |
| 341 | 18 Fevereiro 2025       | Just Read the Instructions (Marmac 303) | Starlink Group 10-12                   | O primeiro estágio B1080.16 do Falcon 9 pousou com sucesso na JRTI. | Sucesso            |        |
| 342 | 21 Fevereiro 2025       | A Shortfall of Gravitas (Marmac 302)    | Starlink Group 12-14                   | O primeiro estágio B1076.21 do Falcon 9 pousou com sucesso na ASOG. | Sucesso            |        |
| 343 | 23 Fevereiro 2025       | Of Course I Still Love You (Marmac 304) | Starlink Group 15-1                    | O primeiro estágio B1082.11 do Falcon 9 pousou com sucesso na OCISLY. | Sucesso            |        |
| 344 | 27 Fevereiro 2025       | A Shortfall of Gravitas (Marmac 302)    | IM-2 Nova-C Lunar Lander               | O primeiro estágio B1083.9 do Falcon 9 pousou com sucesso na ASOG. | Sucesso            |        |
| 345 | 27 Fevereiro 2025       | Just Read the Instructions (Marmac 303) | Starlink Group 12-13                   | O primeiro estágio B1092.1 do Falcon 9 pousou com sucesso na JRTI. | Sucesso            |        |
| 346 | 3 Março 2025            | Just Read the Instructions (Marmac 303) | Starlink Group 12-20                   | O primeiro estágio B1086.5 do Falcon 9 inicialmente pousou com sucesso na JRTI. Após o pouso bem-sucedido, um incêndio fora do nominal na extremidade traseira do foguete danificou uma das pernas de pouso do propulsor, o que resultou em seu tombamento. | Falha parcial      |        |
| 347 | 13 Março 2025           | A Shortfall of Gravitas (Marmac 302)    | Starlink Group 12-21                   | O primeiro estágio B1069.22 do Falcon 9 pousou com sucesso na ASOG. | Sucesso            |        |
| 348 | 15 Março 2025           | Just Read the Instructions (Marmac 303) | Starlink Group 12-16                   | O primeiro estágio B1078.18 do Falcon 9 pousou com sucesso na JRTI. | Sucesso            |        |
| 349 | 18 Março 2025           | A Shortfall of Gravitas (Marmac 302)    | Starlink Group 12-25                   | O primeiro estágio B1077.19 do Falcon 9 pousou com sucesso na ASOG. | Sucesso            |        |
| 350 | 26 Março 2025           | Of Course I Still Love You (Marmac 304) | Starlink Group 11-7                    | O primeiro estágio B1063.24 do Falcon 9 pousou com sucesso na OCISLY. | Sucesso            |        |
| 351 | 31 Março 2025           | Just Read the Instructions (Marmac 303) | Starlink Group 6-80                    | O primeiro estágio B1080.17 do Falcon 9 pousou com sucesso na JRTI. | Sucesso            |        |
| 352 | 31 Março 2025           | A Shortfall of Gravitas (Marmac 302)    | Fram2                                  | O primeiro estágio B1085.6 do Falcon 9 pousou com sucesso na ASOG. | Sucesso            |        |
| 353 | 3 Abril 2025            | Of Course I Still Love You (Marmac 304) | Starlink Group 11-13                   | O primeiro estágio B1088.5 do Falcon 9 pousou com sucesso na OCISLY. | Sucesso            |        |
| 354 | 6 Abril 2025            | Just Read the Instructions (Marmac 303) | Starlink Group 6-72                    | O primeiro estágio B1078.19 do Falcon 9 pousou com sucesso na JRTI. | Sucesso            |        |
| 355 | 7 Abril 2025            | Of Course I Still Love You (Marmac 304) | Starlink Group 11-11                   | O primeiro estágio B1093.1 do Falcon 9 pousou com sucesso na OCISLY. | Sucesso            |        |
| 356 | 12 Abril 2025           | Of Course I Still Love You (Marmac 304) | NROL-192                               | O primeiro estágio B1071.24 do Falcon 9 pousou com sucesso na OCISLY. | Sucesso            |        |
| 357 | 12 Abril 2025           | A Shortfall of Gravitas (Marmac 302)    | Starlink Group 12-17                   | O primeiro estágio B1083.10 do Falcon 9 pousou com sucesso na ASOG. | Sucesso            |        |
| 358 | 14 Abril 2025           | Just Read the Instructions (Marmac 303) | Starlink Group 6-73                    | O primeiro estágio B1067.27 do Falcon 9 pousou com sucesso na JRTI. | Sucesso            |        |
| 359 | 20 Abril 2025           | Of Course I Still Love You (Marmac 304) | NROL-145                               | O primeiro estágio B1082.12 do Falcon 9 pousou com sucesso na OCISLY. | Sucesso            |        |
| 360 | 24 Abril 2025           | A Shortfall of Gravitas (Marmac 302)    | Starlink Group 6-74                    | O primeiro estágio B1069.23 do Falcon 9 pousou com sucesso na ASOG. | Sucesso            |        |
| 361 | 27 Abril 2025           | Just Read the Instructions (Marmac 303) | Starlink Group 12-23                   | O primeiro estágio B1077.20 do Falcon 9 pousou com sucesso na JRTI. | Sucesso            |        |
| 362 | 28 Abril 2025           | Of Course I Still Love You (Marmac 304) | Starlink Group 11-9                    | O primeiro estágio B1063.25 do Falcon 9 pousou com sucesso na OCISLY. | Sucesso            |        |
| 363 | 28 Abril 2025           | A Shortfall of Gravitas (Marmac 302)    | Starlink Group 12-10                   | O primeiro estágio B1094.1 do Falcon 9 pousou com sucesso na ASOG. | Sucesso            |        |
| 364 | 1 Maio 2025             | Just Read the Instructions (Marmac 303) | Starlink Group 6-75                    | O primeiro estágio B1080.18 do Falcon 9 pousou com sucesso na JRTI. | Sucesso            |        |
| 365 | 4 Maio 2025             | A Shortfall of Gravitas (Marmac 302)    | Starlink Group 6-84                    | O primeiro estágio B1078.20 do Falcon 9 pousou com sucesso na ASOG. | Sucesso            |        |
| 366 | 6 Maio 2025             | Just Read the Instructions (Marmac 303) | Starlink Group 6-93                    | O primeiro estágio B1085.7 do Falcon 9 pousou com sucesso na JRTI. | Sucesso            |        |
| 367 | 9 Maio 2025             | Of Course I Still Love You (Marmac 304) | Starlink Group 15-3                    | O primeiro estágio B1081.14 do Falcon 9 pousou com sucesso na OCISLY. | Sucesso            |        |
| 368 | 10 Maio 2025            | A Shortfall of Gravitas (Marmac 302)    | Starlink Group 6-91                    | O primeiro estágio B1083.11 do Falcon 9 pousou com sucesso na ASOG. | Sucesso            |        |
| 369 | 12 Maio 2025            | Of Course I Still Love You (Marmac 304) | Starlink Group 15-4                    | O primeiro estágio B1088.6 do Falcon 9 pousou com sucesso na OCISLY. | Sucesso            |        |
| 370 | 13 Maio 2025            | Just Read the Instructions (Marmac 303) | Starlink Group 6-83                    | O primeiro estágio B1067.28 do Falcon 9 pousou com sucesso na JRTI. | Sucesso            |        |
| 371 | 14 Maio 2025            | A Shortfall of Gravitas (Marmac 302)    | Starlink Group 6-67                    | O primeiro estágio B1090.4 do Falcon 9 pousou com sucesso na ASOG. | Sucesso            |        |
| 372 | 16 Maio 2025            | Of Course I Still Love You (Marmac 304) | Starlink Group 15-5                    | O primeiro estágio B1093.2 do Falcon 9 pousou com sucesso na OCISLY. | Sucesso            |        |
| 373 | 21 Maio 2025            | Just Read the Instructions (Marmac 303) | Starlink Group 12-15                   | O primeiro estágio B1095.1 do Falcon 9 pousou com sucesso na JRTI. | Sucesso            |        |
| 374 | 23 Maio 2025            | Of Course I Still Love You (Marmac 304) | Starlink Group 11-16                   | O primeiro estágio B1075.18 do Falcon 9 pousou com sucesso na OCISLY. | Sucesso            |        |
| 375 | 24 Maio 2025            | A Shortfall of Gravitas (Marmac 302)    | Starlink Group 12-22                   | O primeiro estágio B1069.24 do Falcon 9 pousou com sucesso na ASOG. | Sucesso            |        |
| 376 | 27 Maio 2025            | Of Course I Still Love You (Marmac 304) | Starlink Group 17-1                    | O primeiro estágio B1082.13 do Falcon 9 pousou com sucesso na OCISLY. | Sucesso            |        |
| 377 | 28 Maio 2025            | Just Read the Instructions (Marmac 303) | Starlink Group 10-32                   | O primeiro estágio B1080.19 do Falcon 9 pousou com sucesso na JRTI. | Sucesso            |        |
| 378 | 30 Maio 2025            | A Shortfall of Gravitas (Marmac 302)    | GPS III-8                              | O primeiro estágio B1092.4 do Falcon 9 pousou com sucesso na ASOG. | Sucesso            |        |
| 379 | 31 Maio 2025            | Of Course I Still Love You (Marmac 304) | Starlink Group 11-18                   | O primeiro estágio B1071.25 do Falcon 9 pousou com sucesso na OCISLY. | Sucesso            |        |
| 380 | 3 Junho 2025            | Just Read the Instructions (Marmac 303) | Starlink Group 12-19                   | O primeiro estágio B1077.21 do Falcon 9 pousou com sucesso na JRTI. | Sucesso            |        |
| 381 | 4 Junho 2025            | Of Course I Still Love You (Marmac 304) | Starlink Group 11-22                   | O primeiro estágio B1063.26 do Falcon 9 pousou com sucesso na OCISLY. | Sucesso            |        |
| 382 | 7 Junho 2025            | A Shortfall of Gravitas (Marmac 302)    | SXM-10                                 | O primeiro estágio B1085.8 do Falcon 9 pousou com sucesso na ASOG. | Sucesso            |        |
| 383 | 8 Junho 2025            | Of Course I Still Love You (Marmac 304) | Starlink Group 15-8                    | O primeiro estágio B1088.7 do Falcon 9 pousou com sucesso na OCISLY. | Sucesso            |        |
| 384 | 10 Junho 2025           | Just Read the Instructions (Marmac 303) | Starlink Group 12-24                   | O primeiro estágio B1083.12 do Falcon 9 pousou com sucesso na JRTI. | Sucesso            |        |
| 385 | 12 Junho 2025           | Of Course I Still Love You (Marmac 304) | Starlink Group 15-6                    | O primeiro estágio B1081.15 do Falcon 9 pousou com sucesso na OCISLY. | Sucesso            |        |
| 386 | 13 Junho 2025           | A Shortfall of Gravitas (Marmac 302)    | Starlink Group 12-26                   | O primeiro estágio B1078.21 do Falcon 9 pousou com sucesso na ASOG. | Sucesso            |        |
| 387 | 17 Junho 2025           | Of Course I Still Love You (Marmac 304) | Starlink Group 15-9                    | O primeiro estágio B1093.3 do Falcon 9 pousou com sucesso na OCISLY. | Sucesso            |        |
| 388 | 18 Junho 2025           | Just Read the Instructions (Marmac 303) | Starlink Group 10-18                   | O primeiro estágio B1090.5 do Falcon 9 pousou com sucesso na JRTI. | Sucesso            |        |
| 389 | 23 Junho 2025           | A Shortfall of Gravitas (Marmac 302)    | Starlink Group 10-23                   | O primeiro estágio B1069.25 do Falcon 9 pousou com sucesso na ASOG. | Sucesso            |        |
| 390 | 23 Junho 2025           | Of Course I Still Love You (Marmac 304) | Transporter 14                         | O primeiro estágio B1071.26 do Falcon 9 pousou com sucesso na OCISLY. | Sucesso            |        |
| 391 | 25 Junho 2025           | Just Read the Instructions (Marmac 303) | Starlink Group 10-16                   | O primeiro estágio B1080.20 do Falcon 9 pousou com sucesso na JRTI. | Sucesso            |        |
| 392 | 28 Junho 2025           | A Shortfall of Gravitas (Marmac 302)    | Starlink Group 10-34                   | O primeiro estágio B1092.5 do Falcon 9 pousou com sucesso na ASOG. | Sucesso            |        |
| 393 | 28 Junho 2025           | Of Course I Still Love You (Marmac 304) | Starlink Group 15-7                    | O primeiro estágio B1088.8 do Falcon 9 pousou com sucesso na OCISLY. | Sucesso            |        |
| 394 | 1 Julho 2025            | Just Read the Instructions (Marmac 303) | MTG-S1/Sentinel-4A                     | O primeiro estágio B1085.9 do Falcon 9 pousou com sucesso na JRTI. | Sucesso            |        |
| 395 | 2 Julho 2025            | A Shortfall of Gravitas (Marmac 302)    | Starlink Group 10-25                   | O primeiro estágio B1067.29 do Falcon 9 pousou com sucesso na ASOG. | Sucesso            |        |
| 396 | 8 Julho 2025            | A Shortfall of Gravitas (Marmac 302)    | Starlink Group 10-28                   | O primeiro estágio B1077.22 do Falcon 9 pousou com sucesso na ASOG. | Sucesso            |        |
| 397 | 13 Julho 2025           | Just Read the Instructions (Marmac 303) | Dror-1 "Commercial GTO 1"              | O primeiro estágio B1083.13 do Falcon 9 pousou com sucesso na JRTI. | Sucesso            |        |
| 398 | 15 Julho 2025           | Of Course I Still Love You (Marmac 304) | Starlink Group 15-2                    | O primeiro estágio B1093.4 do Falcon 9 pousou com sucesso na OCISLY. | Sucesso            |        |
| 399 | 16 Julho 2025           | A Shortfall of Gravitas (Marmac 302)    | KuiperSat (KF-01)                      | O primeiro estágio B1096.1 do Falcon 9 pousou com sucesso na ASOG. | Sucesso            |        |
| 400 | 19 Julho 2025           | Of Course I Still Love You (Marmac 304) | Starlink Group 17-3                    | O primeiro estágio B1082.14 do Falcon 9 pousou com sucesso na OCISLY. | Sucesso            |        |
| 401 | 22 Julho 2025           | Just Read the Instructions (Marmac 303) | O3b mPOWER 9 & 10                      | O primeiro estágio B1090.6 do Falcon 9 pousou com sucesso na JRTI. | Sucesso            |        |
| 402 | 26 Julho 2025           | A Shortfall of Gravitas (Marmac 302)    | Starlink Group 10-26                   | O primeiro estágio B1078.22 do Falcon 9 pousou com sucesso na ASOG. | Sucesso            |        |
| 403 | 27 Julho 2025           | Of Course I Still Love You (Marmac 304) | Starlink Group 17-2                    | O primeiro estágio B1075.19 do Falcon 9 pousou com sucesso na OCISLY. | Sucesso            |        |
| 404 | 30 Julho 2025           | Just Read the Instructions (Marmac 303) | Starlink Group 10-29                   | O primeiro estágio B1069.26 do Falcon 9 pousou com sucesso na JRTI. | Sucesso            |        |
| 405 | 31 Julho 2025           | Of Course I Still Love You (Marmac 304) | Starlink Group 13-4                    | O primeiro estágio B1071.27 do Falcon 9 pousou com sucesso na OCISLY. | Sucesso            |        |